# Vườn quốc gia Glacier (Hoa Kỳ)

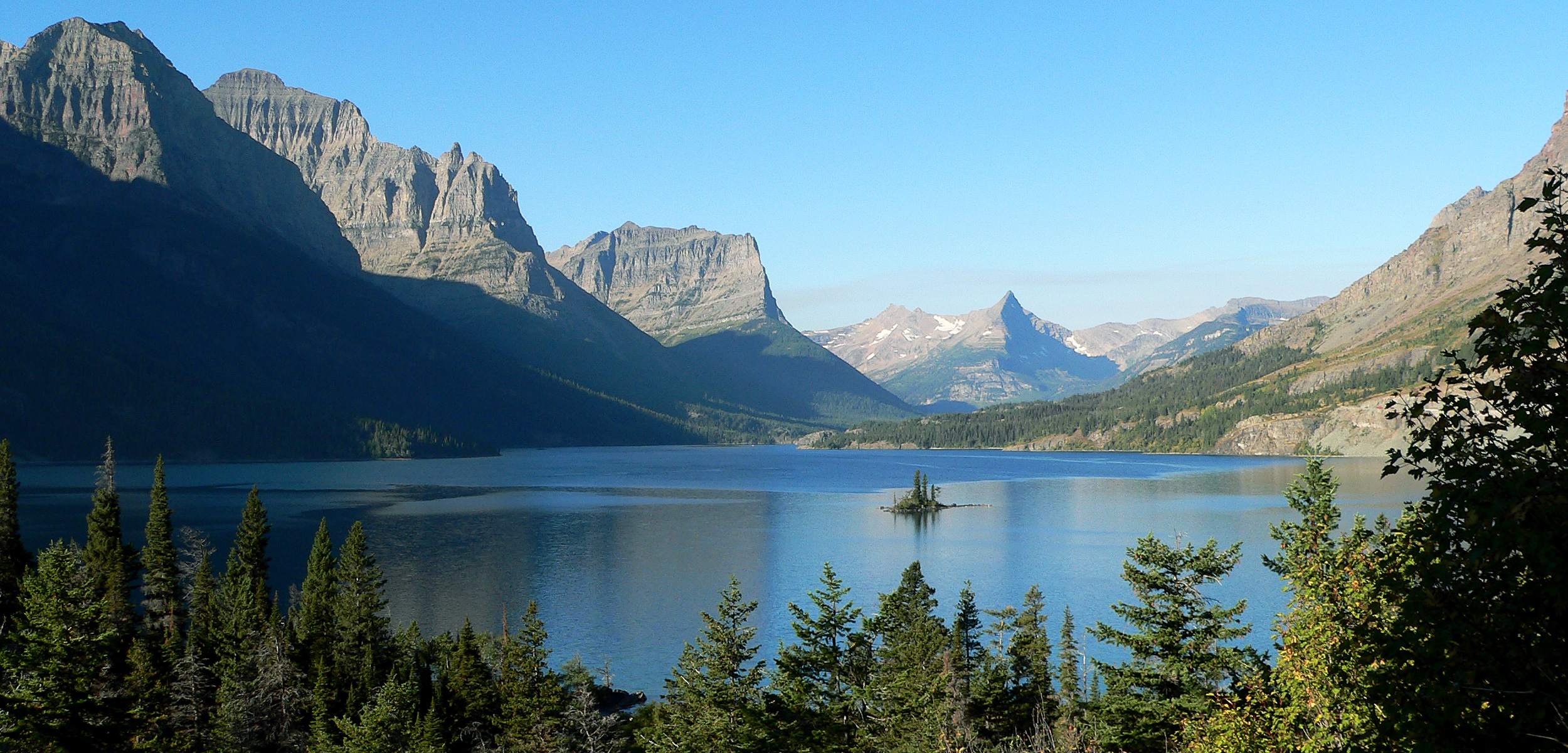
Hồ Saint Mary là hồ lớn thứ hai trong vườn quốc gia, sau Hồ McDonald.

Vườn quốc gia Glacier nằm ở phía Bắc tiểu bang Montana, có biên giới phía Nam với các tỉnh Alberta và British Columbia, Canada. Vườn quốc gia có diện tích hơn 1.000.000 mẫu Anh (4.000 km2), bao gồm các phần của hai dãy núi (các dãy núi con của Dãy núi Rocky), hơn 130 hồ được đặt tên, hơn 1.000 loài thực vật khác nhau và hàng trăm loài động vật. Hệ sinh thái nguyên sơ rộng lớn này được xem là vùng trung tâm của "Vương miện của các hệ sinh thái lục địa", một vùng đất được bảo vệ có diện tích 16.000 dặm vuông (41.000 km2).
Người Mỹ bản địa đến khu vực Vườn quốc gia Glacier sinh sống đầu tiên và sau khi có sự xuất hiện của các nhà thám hiểm châu Âu, Liên minh Blackfoot cai quản ở phía đông và Flathead ở khu vực miền Tây. Ngay sau khi thành lập vườn quốc gia trên vào ngày 11 tháng 5 năm 1910, một số khách sạn và nhà gỗ được xây dựng dọc theo Tuyến đường sắt Great Northern. Các khách sạn lịch sử và nhà gỗ được liệt kê như là Di tích lịch sử quốc gia, và tổng cộng 350 địa điểm đang là địa danh lịch sử quốc gia. Năm 1932, tuyến đường lịch sử Going-to-the-Sun hoàn thành, sau đó nó trở thành một Địa điểm lịch sử về Kỹ thuật Xây dựng Quốc gia, với vai trò nâng cao khả năng đi lại cho xe ô tô vào trung tâm của vườn quốc gia.
Các ngọn núi của vườn quốc gia Glacier bắt đầu hình thành từ 170 triệu năm trước, khi đất đá cổ đã trôi dần về phía đông và trên khu vực xuất hiện nhiều những vỉa đá non trẻ. Các đá trầm tích tại đứt gãy Lewis Overthrust được coi là có một số mẫu hóa thạch tốt nhất về vi sinh vật từ rất sớm mà không được tìm thấy ở bất cứ nơi nào khác trên Trái Đất. Các hình dạng hiện tại của Lewis Overthrust và dãy núi Livingston cùng vị trí và kích thước của các hồ cho thấy từng tồn tại về một lớp băng khổng lồ, khắc vào thung lũng tạo thành hình chữ U, để lại trầm tích tạo thành các hồ. Trong số khoảng 150 sông băng đã tồn tại ở vườn quốc gia vào giữa thế kỷ 19, chỉ còn lại có 25 sông băng vào năm 2010. Các nhà khoa học nghiên cứu các sông băng trong vườn quốc gia đã ước tính rằng tất cả các sông băng có thể sẽ biến mất vào năm 2020 nếu tình trạng nóng lên của khí hậu hiện nay vẫn tiếp tục gia tăng.
Vườn quốc gia Glacier có gần như tất cả các loài động thực vật nguyên sơ đã từng tồn tại ở đây. Động vật có vú lớn như gấu xám Bắc Mỹ, nai, dê núi Bắc Mỹ, cũng như các loài quý hiếm và đang bị đe dọa như Chồn sói và Linh miêu Canada có mặt trong vườn quốc gia. Hàng trăm loài chim, hơn một chục loài cá và một số loài bò sát, lưỡng cư cũng đã được ghi nhận. Nơi đây có nhiều hệ sinh thái khác nhau, từ đồng cỏ đến lãnh nguyên. Đáng chú ý, khu rừng phía đông là nơi tập trung của loài tuyết tùng đỏ (Thuja plicata) và cây độc cần phát triển ở phần phía tây nam của vườn quốc gia. Cháy rừng lớn ít xảy ra tại đây. Tuy vậy, trong năm 2003, hơn 13% rừng của vườn quốc gia đã bị đốt cháy.
Vườn quốc gia Glacier giáp với vườn quốc gia Các hồ Waterton ở Canada, hai vườn quốc gia được biết đến như là Công viên hòa bình quốc tế Waterton-Glacier, và được thành lập như là một Công viên Hòa bình Quốc tế đầu tiên trên thế giới vào năm 1932. Cả hai vườn quốc gia trở thành khu dự trữ sinh quyển thế giới trong năm 1976, và vào năm 1995 nó trở thành di sản thế giới của UNESCO .

## Lịch sử

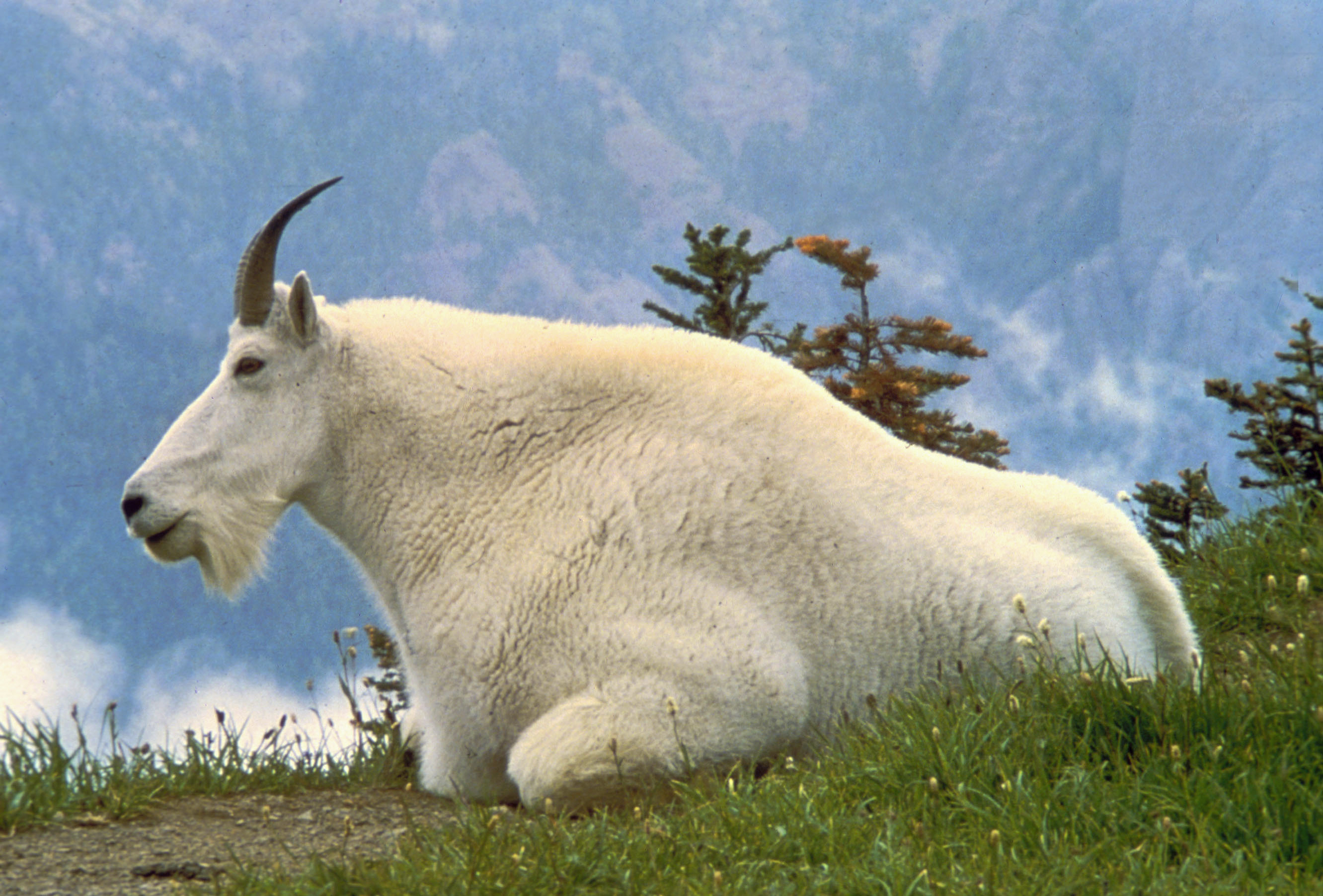
Loài dê núi Bắc Mỹ (Oreamnos americanus) là biểu tượng chính thức của Vườn quốc gia Glacier.

Theo bằng chứng khảo cổ học, những người Mỹ bản địa đầu tiên đến khu vực Glacier khoảng 10.000 năm trước đây. Những người cư ngụ đầu tiên có dòng dõi là các bộ lạc hiện tại là Salish, Flathead, Shoshone và Cheyenne. Những người Blackfeet đến đây vào khoảng đầu thế kỷ 18 và nhanh chóng thống trị các sườn núi phía đông, những khu vực sau này trở thành vườn quốc gia, cũng như khu vực Đại Bình nguyên về phía đông của Glacier. Các khu vực của vườn quốc gia cung cấp nơi trú ẩn cho những người Blackfeet tránh khỏi những cơn gió mùa đông khắc nghiệt của vùng đồng bằng, và cho phép họ bổ sung vào việc săn bắt bò rừng - nguồn thức ăn truyền thống của họ - nhiều loại thịt thú rừng khác. Ngày nay, Khu dành riêng của người Blackfeet giáp với vườn quốc gia Glacier ở phía đông, trong khi Khu dành riêng của người Flathead nằm ở phía tây và nam vườn quốc gia. Khi Khu dành riêng của người Blackfeet lần đầu tiên được thành lập vào năm 1855 theo Hiệp ước Lame Bull, nó bao gồm các khu vực phía đông của vườn quốc gia hiện tại cho đến đường phân thủy đại lục. Đối với người Blackfeet, những ngọn núi của khu vực, đặc biệt là núi Chief và khu vực phía đông nam tại Two Medicine, được coi là "xương sống của thế giới". Năm 1895, thủ lĩnh White Calf của người Blackfeet đã cho phép bán khu vực miền núi có diện tích khoảng 800.000 ha (3.200 km²), cho chính phủ Mỹ với giá 1,5 triệu USD với sự hiểu biết rằng họ vẫn sẽ duy trì được quyền sử dụng đất cho săn bắn trên đất công ích của Hoa Kỳ. Điều này thiết lập ranh giới hiện tại giữa vườn quốc gia và các "quốc gia nhỏ" xung quanh này.
—George Bird Grinnell (1901)
Trong cuộc khám phá sông Marias năm 1806, thám hiểm Lewis và Clark đến trong vòng 50 dặm (80 km) của khu vực mà bây giờ là vườn quốc gia. Một loạt các cuộc thám hiểm sau năm 1850 giúp hình thành sự hiểu biết về khu vực đó. Năm 1885, George Bird Grinnell thuê nhà thám hiểm James Willard Schultz để hướng dẫn anh ta vào một cuộc thám hiểm săn bắn trong khu vực vườn quốc gia ngày nay. Sau nhiều chuyến đi khác trong khu vực, Grinnell lấy cảm hứng từ phong cảnh mà ông đã trải qua hai thập kỷ tới làm việc để thiết lập một vườn quốc gia. Trong năm 1901, Grinnell đã viết mô tả khu vực, trong đó ông gọi nó là "Vương miện của các hệ sinh thái lục địa", cùng với đó là những nỗ lực của mình để bảo vệ vườn quốc gia làm cho ông là người có đóng góp hàng đầu cho việc thành lập và bảo vệ vườn quốc gia. Một vài năm sau, Henry L. Stimson và hai đồng nghiệp, trong đó có một người Blackfoot, trèo lên mặt phía đông sườn dốc của núi Chief trong năm 1892.
Trong năm 1891, tuyến đường sắt xuyên lục địa Bắc Hoa Kỳ Great Northern Railway vượt qua Continental Divide tại đèo Marias cao 5.213 feet (1,589 m), nằm dọc theo biên giới phía nam của Glacier. Trong một nỗ lực để kích thích việc sử dụng đường sắt, Great Northern đã sớm quảng cáo sự tráng lệ và tuyệt đẹp của khu vực vườn quốc gia cho công chúng. Công ty đã vận động hành lang Quốc hội Hoa Kỳ, và trong năm 1897, Glacier đã được chỉ định là một khu bảo tồn rừng. Theo đó, việc khai thác rừng vẫn được cấp phép hạn chế. Trong khi đó, những người ủng hộ việc bảo vệ khu vực tiếp tục những nỗ lực và vào năm 1910, dưới ảnh hưởng của George Bird Grinnell, Henry L. Stimson cùng công ty đường sắt đã đưa ra một dự luật được trình lên Quốc hội Mỹ để đưa khu vực này từ một khu bảo tồn rừng thành một vườn quốc gia. Dự luật này được ký thành luật bởi Tổng thống William Howard Taft vào ngày 11 tháng năm 1910 .
Từ tháng 5 tới tháng 8 năm 1910, giám sát của khu bảo tồn rừng, Fremont Nathan Haines trở thành người quản lý đầu tiên của vườn quốc gia Glacier. Vào tháng 8 năm 1910, William Logan được bổ nhiệm làm giám đốc đầu tiên của vườn quốc gia. Trong khi việc chỉ định các khu bảo tồn rừng xác nhận quyền sử dụng truyền thống của người Blackfeet, pháp luật cho phép vườn quốc gia không đề cập đến việc bảo lãnh cho người Mỹ bản địa. Đó là tài sản của chính phủ Hoa Kỳ, rằng với sự chỉ định đặc biệt như một vườn quốc gia núi thì việc nhượng lại việc sử dụng đất công đa mục đích cho người bản địa và quyền cũ không còn tồn tại như nó đã được xác nhận bởi Tòa án được bố vào năm 1935 nữa. Một số người Blackfeet cho rằng quyền sử dụng truyền thống của họ vẫn còn tồn tại hợp pháp. Trong những năm 1980 nhiều cuộc phản đối có vũ trang đã tránh được trong gang tấc.
Dưới sự giám sát của chủ tịch của Great Northern Railway là Louis W. Hill đã tiến hành xây dựng một số khách sạn và nhà gỗ khắp vườn quốc gia trong những năm 1910 để thúc đẩy du lịch. Các tòa nhà được xây dựng và điều hành bởi một công ty con của Great Northern gọi là Công ty Glacier Park, được mô phỏng theo kiến trúc Thụy Sĩ như là một phần của kế hoạch của Hill trong việc đưa Glacier trở thành "Thụy Sĩ của nước Mỹ". Hill đã đặc biệt quan tâm bảo trợ các nghệ sĩ đến với vườn quốc gia, và ông đã xây dựng nhà nghỉ du lịch để tạo công việc cho họ làm tại đó. Khách sạn của ông trong Glacier không bao giờ thu được lợi nhuận nhưng chính nhờ có chúng đã thu hút hàng ngàn du khách đến với vườn quốc gia thông qua tuyến đường sắt Great Northern.
Du khách thường chọn chuyến đi trọn gói trên lưng ngựa từ các nhà nghỉ hoặc sử dụng các tuyến đường xe ngựa theo mùa để được đến những khu vực sông băng ở phía đông bắc của Glacier.

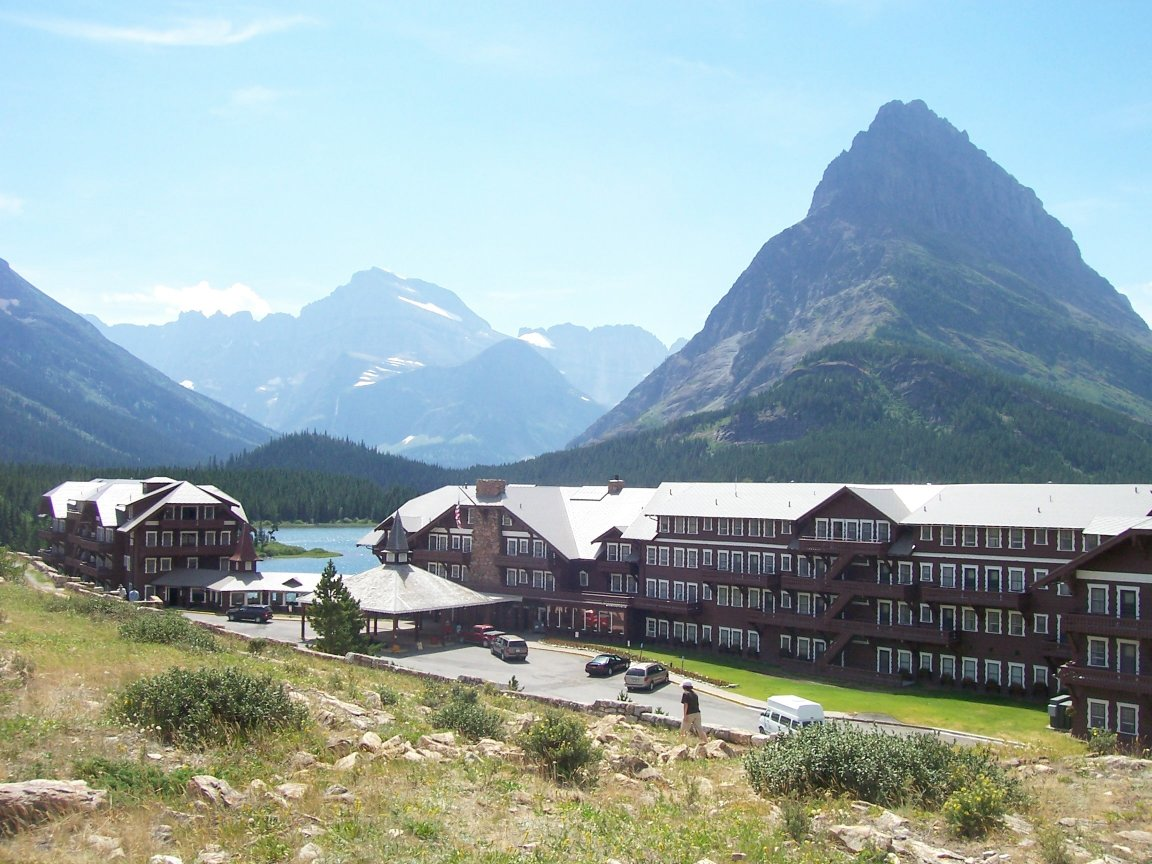
Khách sạn Many Glacier trên hồ Swiftcurrent.

Vườn quốc có các nhà gỗ được xây dựng từ năm 1910 tới 1913 như Belton, St Mary, Going-to-the-Sun, Many Glacier, Two Medicine, Sperry, Granite Park, Cut Bank, và Gunsight Lake. Nhà nghỉ Glacier Park, tiếp giáp với vườn quốc gia ở phía đông, và khách sạn Many Glacier trên bờ phía đông của hồ Swiftcurrent cũng đã được công ty đường sắt xây dựng. Louis Hill là người lựa chọn các địa điểm xây dựng cho tất cả các tòa nhà, mỗi lựa chọn đều dựa trên phông nền phong cảnh ấn tượng cùng quan điểm thẩm mỹ. Một nhà phát triển có tên là John Lewis cũng đã xây dựng khách sạn Lewis Glacier trên Hồ McDonald trong năm 1913 - 1914. Great Northern Railway đã mua lại khách sạn này vào năm 1930, và sau đó khách sạn được đổi tên thành Nhà nghỉ Hồ McDonald. Một số nhà gỗ được xây dựng tại các địa điểm hẻo lánh xa xôi của vườn quốc gia và chỉ có thể truy cập vào bằng đường mòn. Hiện nay, chỉ còn các biệt thự Sperry, Granite Park và Belton vẫn còn hoạt động, trong khi một tòa nhà trước đây thuộc Two Medicine bây giờ trở thành cửa hàng Two Medicine  Toà nhà và cáckhách sạn hiện nay trong vườn quốc gia được coi là những Danh lam Lịch sử Quốc gia Hoa Kỳ. Tổng cộng có 350 tòa nhà và cấu trúc bên trong vườn quốc gia được liệt kê vào Sổ bộ Địa danh Lịch sử Quốc gia Hoa Kỳ, bao gồm cả trạm kiểm lâm, cabin tuần tra các khu vực hẻo lánh, trạm quan sát cảnh báo cháy rừng và cả các bãi đỗ xe lịch sử..

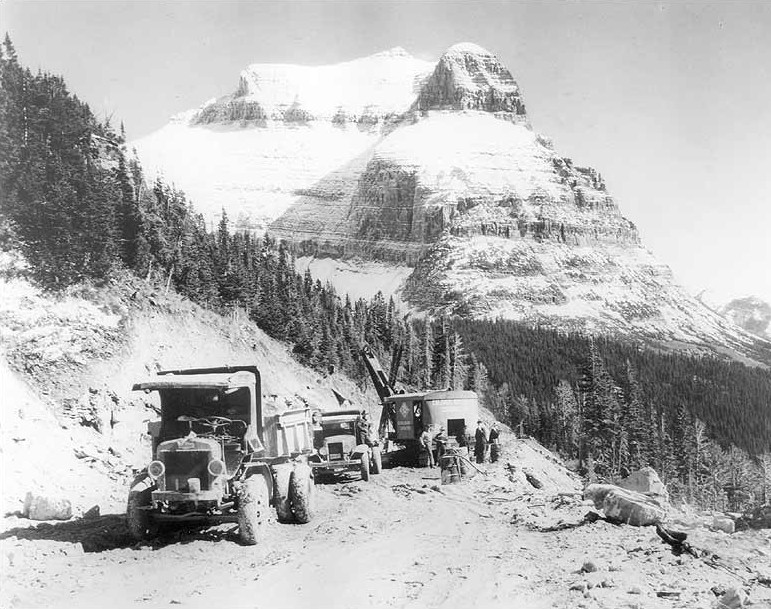
Công việc xây dựng đường Going-to-the-Sun tại núi Going to the Sun, 1932.

Sau khi Glacier đã được thành lập như là một vườn quốc gia và du khách bắt đầu tới đây nhiều hơn bằng xe ô tô, sau khi việc xây dựng đường Going-to-the-Sun dài 53 dặm (85 km) được hoàn thành vào năm 1932. Tuyến đường này cũng được gọi đơn giản là đường Sun, con đường chia đôi Glacier thành hai và là con đường duy nhất đi sâu vào trong vườn quốc gia, đi qua Continental Divide tại đèo Logan tại điểm giữa chừng cao 6,646 feet (2.026 m). Đường Sun cũng được liệt kê vào Sổ bộ Địa danh Lịch sử Quốc gia, và vào năm 1985 nó cũng đã được chỉ định một Địa điểm lịch sử về Kỹ thuật Xây dựng Quốc gia. Một tuyến đường dọc theo biên giới phía Nam giữa vườn quốc gia và rừng quốc gia là Đường 2 đi qua, chia cắt tại đèo Marias và kết nối các thị trấn của Tây Glacier và Đông Glacier.
Dự án Đoàn bảo tồn Dân sự (CCC) là một cơ quan cứu trợ kinh tế mới, đóng một vai trò quan trọng giữa năm 1933 tới 1942 trong việc phát triển cả hai vườn quốc gia Glacier và Yellowstone. Dự án CCC bao gồm các công việc trồng rừng, phát triển khu cắm trại, xây dựng đường mòn, giảm nguy cơ hỏa hoạn, và công việc chữa cháy. Sự gia tăng trong giao thông xe cơ giới thông qua vườn quốc gia Glacier trong những năm 1930 đã dẫn đến việc xây dựng các bãi đỗ xe mới tại Swiftcurrent và Rising Sun, cả hai được thiết kế cho việc phát triển du lịch bằng tuyến bằng bộ. Các bãi đỗ xe bây giờ cũng được liệt kê trên Sổ bộ Địa danh Lịch sử Quốc gia.
Năm 2011, Vườn quốc gia Glacier đã được vinh danh khi đứng thứ bảy trong chuỗi Các khu vực tuyệt đẹp tại Hoa Kỳ.

## Công tác quản lý

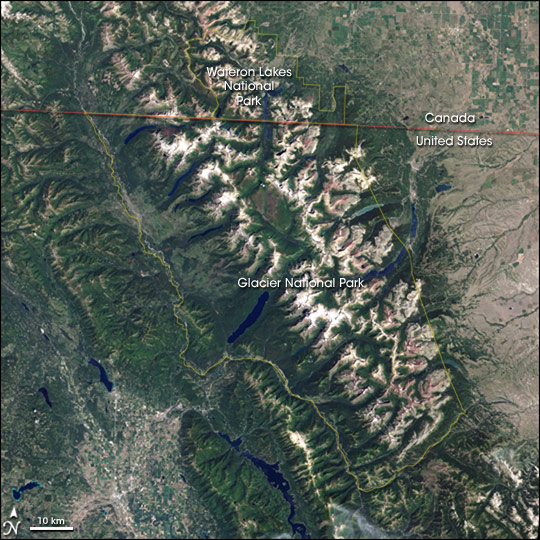
Landsat 7 bức ảnh của Công viên hòa bình quốc tế Waterton-Glacier. Mặt phía Bắc của núi Rocky được hình thành bởi Lewis Overthrust đang tăng dần lên so với vùng đồng bằng lớn.

Vườn quốc gia Glacier được điều hành bởi Cục Công viên Quốc gia Hoa Kỳ; trụ sở chính của vườn quốc gia là ở Tây Glacier, Montana. Thăm viếng Vườn quốc gia Glacier trung bình đạt gần 2 triệu du khách mỗi năm, tuy nhiên một vài địa điểm du lịch tương đối xa các con đường chính và khách sạn.
Vườn quốc gia Glacier có ngân sách hoạt động là 13.190.000 đô trong năm tài chính 2008. Ngân sách năm 2008 đã tăng so với năm 2007 và đã được sử dụng để tăng mức lương biên chế cho nhân viên, nhưng tiền cho các dự án bảo dưỡng các công trình và đường thì lại chưa tới lượt. Trong dự đoán của kỷ niệm 100 năm của vườn quốc gia trong năm 2010, công việc xây dựng lại đường Going-to-the-Sun đang được tiến hành, và con đường sẽ tạm thời bị đóng cửa không được qua lại, dự kiến sẽ thông đường sau đó không lâu. Cục Quản lý Đường cao tốc Liên bang là đơn vị quản lý dự án xây dựng lại, phối hợp với Cục Công viên Quốc gia. Một số tòa nhà chức năng có cấu trúc lớn như trung tâm du khách và các khách sạn lịch sử, cũng như các cơ sở xử lý nước thải và khu cắm trại cũng đã được cải tạo, và dự kiến sẽ được hoàn thành vào ngày kỷ niệm. Vườn quốc gia cũng lên kế hoạch nghiên cứu thủy sinh của Hồ McDonald, cập nhật các tài liệu lưu trữ lịch sử và phục hồi các con đường mòn trong Glacier.
Nhiệm vụ của vườn quốc gia là "... bảo tồn, bảo vệ tài nguyên thiên nhiên và văn hóa". Đạo luật hữu cơ ngày 25 tháng 8 1916, thành lập vườn quốc gia là một cơ quan liên bang. Phần lớn của Đạo luật thường được tóm tắt như "sứ mệnh", "... để thúc đẩy và điều chỉnh việc sử dụng của... vườn quốc gia... mà mục đích là để bảo tồn cảnh quan, các đối tượng tự nhiên, di tích lịch sử và đời sống hoang dã trong đó, để cung cấp cho sự hưởng thụ cho các thế hệ mà không làm ảnh hưởng cho các thế hệ tương lai ". Để phù hợp với nhiệm vụ này, khai thác tài nguyên bất hợp pháp trong vườn quốc gia như là săn bắn, khai thác mỏ, dầu khí khai thác gỗ và hủy hoại các tài nguyên thiên nhiên, văn hóa đều tuyệt đối bị cấm. Tuy nhiên, đạo luật này gây ra rất nhiều mâu thuẫn với những người Blackfeet khi họ cho rằng, họ bán đất cho chính phủ Hoa Kỳ với các quy định của là vẫn có thể duy trì quyền sử dụng của họ trong khu vực, nhiều trong số các hoạt động đó (ví dụ như săn bắn) đã là phần tất yếu, nên những xung đột với các quy định này đã xảy ra. Năm 1974, một nghiên cứu nới về cuộc sống hoang dã đã được trình lên Quốc hội. Trong đó xác định 95% diện tích của Glacier như là một khu vực hoang dã được chỉ định. Không giống như một vài vườn quốc gia khác, Glacier vẫn chưa được bảo vệ như là một vùng hoang dã, nhưng vườn quốc gia đã có các chính sách dịch vụ quốc gia yêu cầu các khu vực xác định được liệt kê trong báo cáo được quản lý như là một vùng hoang dã cho đến khi Quốc hội đưa ra quyết định đầy đủ. Chín mươi ba phần trăm của vườn quốc gia Glacier được quản lý như là vùng hoang dã, mặc dù nó đã không được chính thức chỉ định.

## Địa lý và địa chất

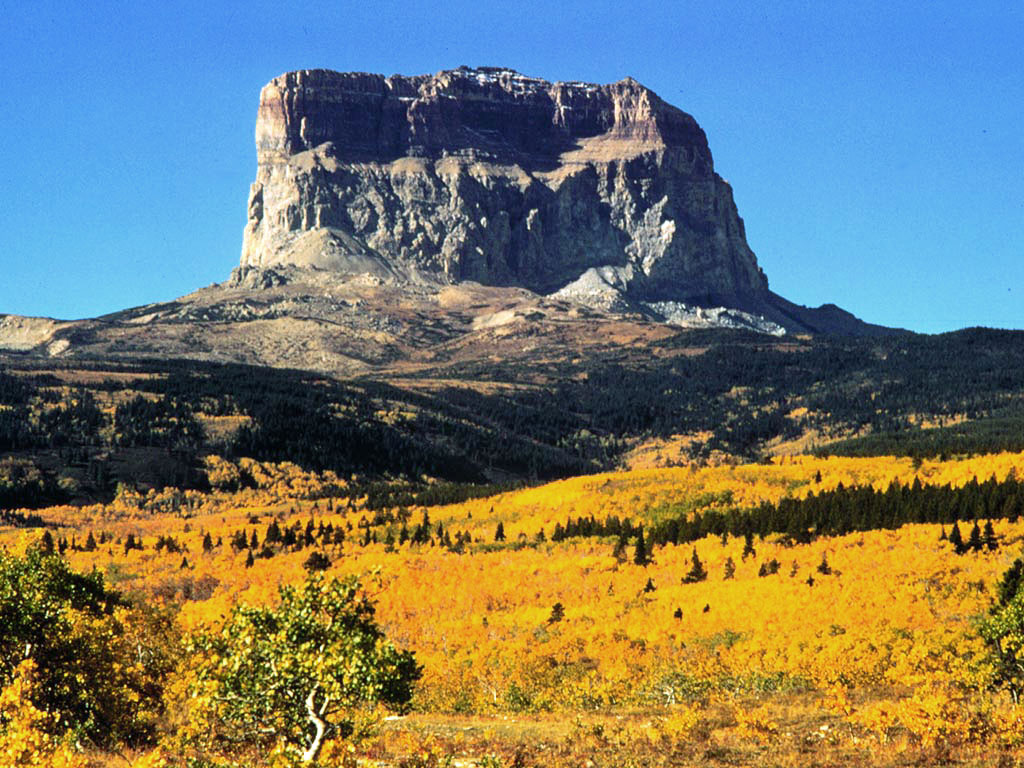
Núi Chief là một đỉnh núi cao bị cô lập trên ranh giới phía Đông của vườn quốc gia.

Vườn quốc gia được bao bọc ở phía bắc bởi Vườn quốc gia Các hồ Waterton ở Alberta, rừng tỉnh Flathead và Công viên tỉnh Akamina-Kishinena thuộc British Columbia. Về phía Tây, ngã ba phía bắc của sông Flathead tạo thành một phần ranh giới phía Tây, trong khi ngã ba giữa của nó là một phần của biên giới phía Nam. Trong khi, hầu hết lãnh địa của người Blackfeet tạo thành ranh giới phía Đông, còn Rừng quốc gia Lewis và Clark và Flathead tạo thành ranh giới phía Nam và phía Tây. Phía Nam của vườn quốc gia thuộc hai khu rừng là Khu bảo tồn hoang dã Bob Marshall .
Vườn quốc gia này có hàng chục hồ nước rộng lớn và khoảng 700 hồ nhỏ hơn, nhưng chỉ có 131 hồ đã được đặt tên. Hồ McDonald ở phía tây của vườn quốc gia là hồ dài nhất với 9,4 dặm (15,1 km). Đây cũng là hồ lớn nhất trong vườn quốc gia với 6.823 mẫu Anh (27,61 km2) và sâu nhất tại 464 foot (141 m). Nhiều hồ nhỏ hơn, được gọi là các hồ nhỏ trên núi, nằm tại các khu vực đất trũng được hình thành bởi sự xói mòn băng tuyết. Một số các hồ như Avalanche và Cracker được tô màu lam ngọc mờ bởi bùn băng, tạo thành một số con suối màu trắng sữa. Các hồ của vườn quốc gia Glacier có nhiệt độ lạnh duy trì quanh năm, với nhiệt độ hiếm khi trên 50 °F (10 °C) trên bề mặt . Chính vì thế nên các sinh vật phù du trong hồ ít phát triển, khiến cho nước hồ là khá trong. Tuy nhiên, thiếu các sinh vật phù du đã làm giảm tốc độ lọc các chất ô nhiễm bẩn khiến các chất bẩn có xu hướng kéo dài và tồn tại lâu hơn trong hồ. Do đó, các hồ được coi là môi trường dễ bị biến động và có thể nhanh chóng bị ảnh hưởng ngay cả khi các chất ô nhiễm tăng thêm một ít.
Không những thế, hai trăm thác nước nằm rải rác khắp vườn quốc gia Glacier. Tuy nhiên, trong thời điểm khô hạn trong năm, nhiều trong số này bị giảm thiểu đến mức chỉ còn nhỏ giọt. Thác lớn nhất bao là thuộc khu vực Two Medicine, thác nước McDonald trong thung lũng McDonald và thác Swiftcurrent trong những khu vực sông băng, ta có thể dễ dàng quan sát và nó cũng nằm gần với nhiều khách sạn của Glacier. Một trong những thác nước cao nhất là thác Bird Woman, cao 492 feet (150 m) đổ xuống thung lũng lưng chừng ở phía bắc của núi Oberlin.

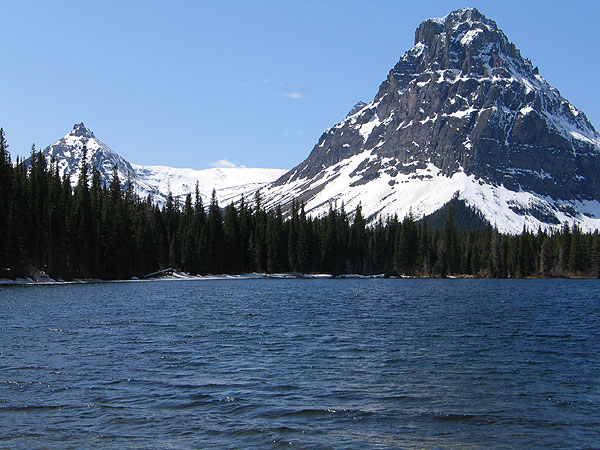
Hồ Two Medicine với núi Sinopah.

### Địa chất
Những tảng đá được tìm thấy trong vườn quốc gia Glacier chủ yếu là đá trầm tích thuộc siêu nhóm Vành đai. Chúng được lắng đọng trong các vùng biển nông từ 1,6 tỷ đến 800 triệu năm trước. Trong quá trình hình thành của dãy núi Rocky 170 triệu năm trước đây, một chờm đá bây giờ được gọi là Lewis Overthrust nằm về phía đông 50 dặm (80 km) của vườn quốc gia. Chờm đá này dày vài dặm (km) và dài hàng trăm dặm (km). Điều này khiến các phiến đá cổ bị đẩy dời xa hơn so với các khu vực đá mới hơn, vì vậy các loại đá Proterozoic nằm trên có niên đại lâu đời hơn so với đá Cretaceous từ 1,4 đến 1,5 tỷ năm ở phía trên.
Một trong những bằng chứng mạnh mẽ nhất của chờm đá này có thể nhìn thấy tại núi Chief, một đỉnh cao bị cô lập trên ranh giới phía đông củavườn quốc gia, nằm ở độ cao 2.500 feet (800 m) so với vùng đồng bằng lớn . Có sáu ngọn núi trong vườn quốc gia Glacier cao trên 10.000 feet (3.000 m), cao hơn tất cả là đỉnh Cleveland ở 10.466 feet (3.190 m). Đỉnh Triple Divide là trung tâm lưu vực của các sông đổ ra Bắc Thái Bình Dương, Vịnh Hudson, và vùng Vịnh Mexico, có thể được coi là đỉnh của lục địa Bắc Mỹ, mặc dù ngọn núi này chỉ cao 8.020 feet (2.444 m) so với mực nước biển.

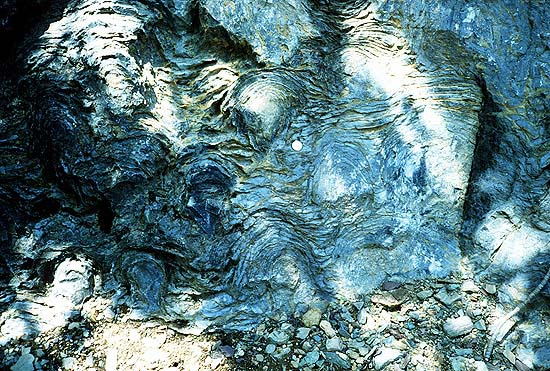
Đá Stromatolites tìm thấy trong Siyeh Formation có niên đại hơn một tỉ năm.

Những tảng đá trầm tích Proterozoic trong vườn quốc gia Glacier được xem là bảo quản tốt nhất trên thế giới, và đã được chứng minh là các tài liệu hiệu quả của cuộc sống sớm nhất trên thế giới. Đá trầm tích ở độ tuổi tương tự nằm trong các khu vực khác đã được thay đổi rất nhiều qua các biến động địa chất khác, và do đó hóa thạch ít hơn và khó quan sát hơn. Các tảng đá trong vườn quốc gia bảo tồn các tính năng như điểm gợn, vết nứt bùn, phôi muối tinh thể và đặc trưng trầm tích khác. Sáu loại hóa thạch của đá Stromatolite, đó là sinh vật bao gồm chủ yếu là màu xanh-xanh lá của loài tảo, đã được ghi nhận và có niên đại khoảng 1 tỷ năm. Việc phát hiện ra Appekunny Formation, một tảng đá tầng được bảo quản tốt trong vườn quốc gia,đã đưa con người về với nguồn gốc động vật cách đây một tỷ năm. Hình thành đá này có cấu trúc giường, là phần còn lại được xác định là của những sinh vật đa bào (động vật) đầu tiên trên Trái Đất.

### Sông băng

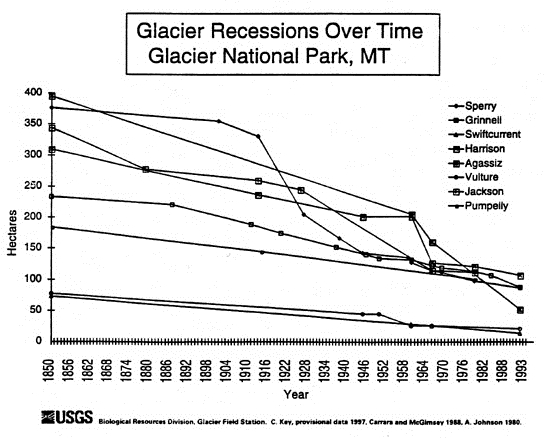
Băng tan kéo dài kể từ khi kết thúc Thời kỳ băng hà nhỏ năm 1850.

Vườn quốc gia Glacier bị chi phối bởi các dãy núi đã được chạm khắc thành hình dáng hiện tại bởi những núi băng khổng lồ thời kỳ băng hà cuối cùng. Các sông băng đã gần như biến mất trong 12.000 năm qua  Bằng chứng về hoạt động rộng khắp trong vườn quốc gia được tìm thấy trên khắp tại các thung lũng hình chữ U, động băng, chỏm băng và các hồ lớn tỏa ra như hình ngón tay từ các đỉnh núi cao nhất của Glacier. Từ cuối thời kỳ băng hà, sự nóng lên bởi các nguyên nhân khác nhau khiến hiện tượng giảm nhiệt xảy ra. Gần đây nhất, Kỷ băng hà nhỏ diễn ra khoảng giữa 1550 và 1850. Trong Kỷ băng hà nhỏ, các sông băng trong vườn quốc gia được mở rộng và nâng cao dần lên, mặc dù chỉ đạt đến một mức độ nhất định so với các sông băng trong Kỷ băng hà.
Giữa thế kỷ 20, kiểm tra các bản đồ và hình ảnh từ thế kỷ trước đó cung cấp bằng chứng, rõ ràng rằng 150 sông băng đã từng tồn tại trong vườn quốc gia một trăm năm trước đó đã bị tan chảy đi rất nhiều, và nhiều trong số đó đã biến mất hoàn toàn. Lặp lại hình ảnh của các sông băng, chẳng hạn như các hình ảnh được chụp của sông băng Grinnell giữa năm 1938 và năm 2009 như hiển thị, đã giúp xác định trực quan về mức độ rút ngắn lại của sông băng.
|      |      |      |      |
| 1938 | 1981 | 1998 | 2009 |

Trong những năm 1980, Cục Khảo sát Địa chất Hoa Kỳ đã bắt đầu một nghiên cứu có hệ thống các sông băng còn lại mà vẫn tiếp tục tồn tại cho đến ngày nay. Đến năm 2010, 37 sông băng vẫn còn tồn tại, nhưng chỉ có 25 trong số này được coi là "sông băng hoạt động". Nếu xu hướng nóng lên hiện nay tiếp tục diễn ra, tất cả các sông băng còn lại trong vườn quốc gia sẽ biến mất vào năm 2020. Các sông băng rút lui hiện đang diễn ra trên toàn thế giới và đã tăng tốc hơn nữa kể từ năm 1980. Nếu không có một sự thay đổi khí hậu lớn trong đó có việc làm hạ nhiệt độ và tăng độ ẩm trở lại, giúp cân bằng khối lượng, tỷ lệ tích lũy so với tỷ lệ tan chảy của các sông băng, thì các sông băng cuối cùng sẽ biến mất, chỉ để lại trợ trọi các lớp đất đá cằn cỗi.
Sau khi kết thúc Thời kỳ băng hà nhỏ vào năm 1850, các sông băng vừa phải trong vườn quốc gia đã rút lui dần cho đến thập niên 1910. Giữa năm 1917 tới 1941, tốc độ rút lui của một số sông băng đạt con số 330 feet (100 m) mỗi năm. Từ những năm 1940 cho đến 1979, xu hướng làm dịu mát đã giúp làm chậm tốc độ rút lui và trong một vài sông băng thậm chí còn tăng được thêm vài chục mét. Tuy nhiên, từ những năm 1980, các sông băng tại vườn quốc gia đã bắt đầu một thời kỳ ổn định của việc mất nước đóng băng, mà vẫn tiếp tục cho tới thời điểm hiện tại. Trong năm 1850, các sông băng ở khu vực gần sông băng Blackfoot và Jackson bao phủ 5.337 mẫu Anh (21,6 km2), nhưng năm 1979, cùng một vùng của vườn quốc gia thì băng bao phủ chỉ còn 1.828 mẫu Anh (7.4 km2). Giữa năm 1850 và năm 1979, 73% nước đóng băng đã tan biến hoàn toàn. Đồng thời với việc vườn quốc gia được thành lập, sông băng Jackson là một phần của sông băng Blackfoot, nhưng cả hai đã chia thành hai dòng sông băng kể từ đó.
Tác động của việc sông băng rút lui trên các hệ sinh thái của vườn quốc gia không được biết đầy đủ, nhưng các loài thực vật phụ thuộc vào nguồn nước từ các sông băng có thể sẽ biến mất và động vật thì có thể bị ảnh hưởng do mất môi trường sống. Lượng băng tan chảy ít đi theo mùa của nước đóng băng cũng có thể ảnh hưởng đến dòng chảy trong mùa hè và mùa thu khi khí hậu khô hanh, cùng với đó là làm giảm lượng nước ngầm và làm tăng nguy cơ cháy rừng. Những mất mát của sông băng cũng sẽ làm mất đi một cảnh quan thiên nhiên đẹp mà chúng đem lại cho du khách.

### Khí hậu

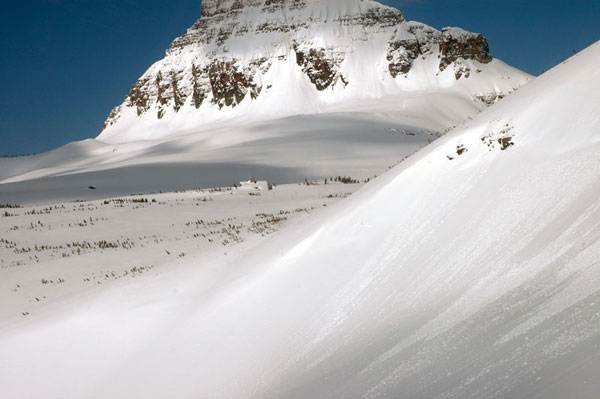
Khu vực Big Drift dọc theo tuyến đường Going-to-the-Sun được chụp vào ngày 23 tháng 3 năm 2006.

Trải dài trên Continental Divide, và có hơn 7.000 feet (2.100 m) ở độ cao chênh lệch, nên Glacier có nhiều vùng khí hậu và vi khí hậu. Cũng như nhiều hệ thống núi cao khác, nhiệt độ trung bình thường giảm khi độ cao tăng dần. Phía Tây của vườn quốc gia, trong lưu vực Thái Bình Dương, có một khí hậu ôn hòa và ẩm ướt hơn. Lượng mưa lớn nhất là vào mùa đông và mùa xuân, trung bình 2-3 inch (50–80 mm) mỗi tháng. Tuyết rơi có thể xảy ra tại bất kỳ thời gian nào trong năm, ngay cả trong mùa hè, và đặc biệt là ở các khu vực núi cao. Mùa đông đem lại thời tiết lạnh kéo dài, đặc biệt là ở phía Đông của Continental Divide. Tuyết rơi có ý nghĩa trong mùa đông, sự tích lũy tuyết nhiều nhất là ở phía Tây của vườn quốc gia. Trong mùa du lịch, nhiệt độ trung bình ban ngày là 60-70 °F (15-20 °C), và thấp hơn vào ban đêm với chỉ 40 °F (5 °C). Tại các thung lũng lũng thấp ở phía tây, mức nhiệt cao nhất vào ban ngày trong mùa hè có thể lên đến 90 °F (30 °C) .

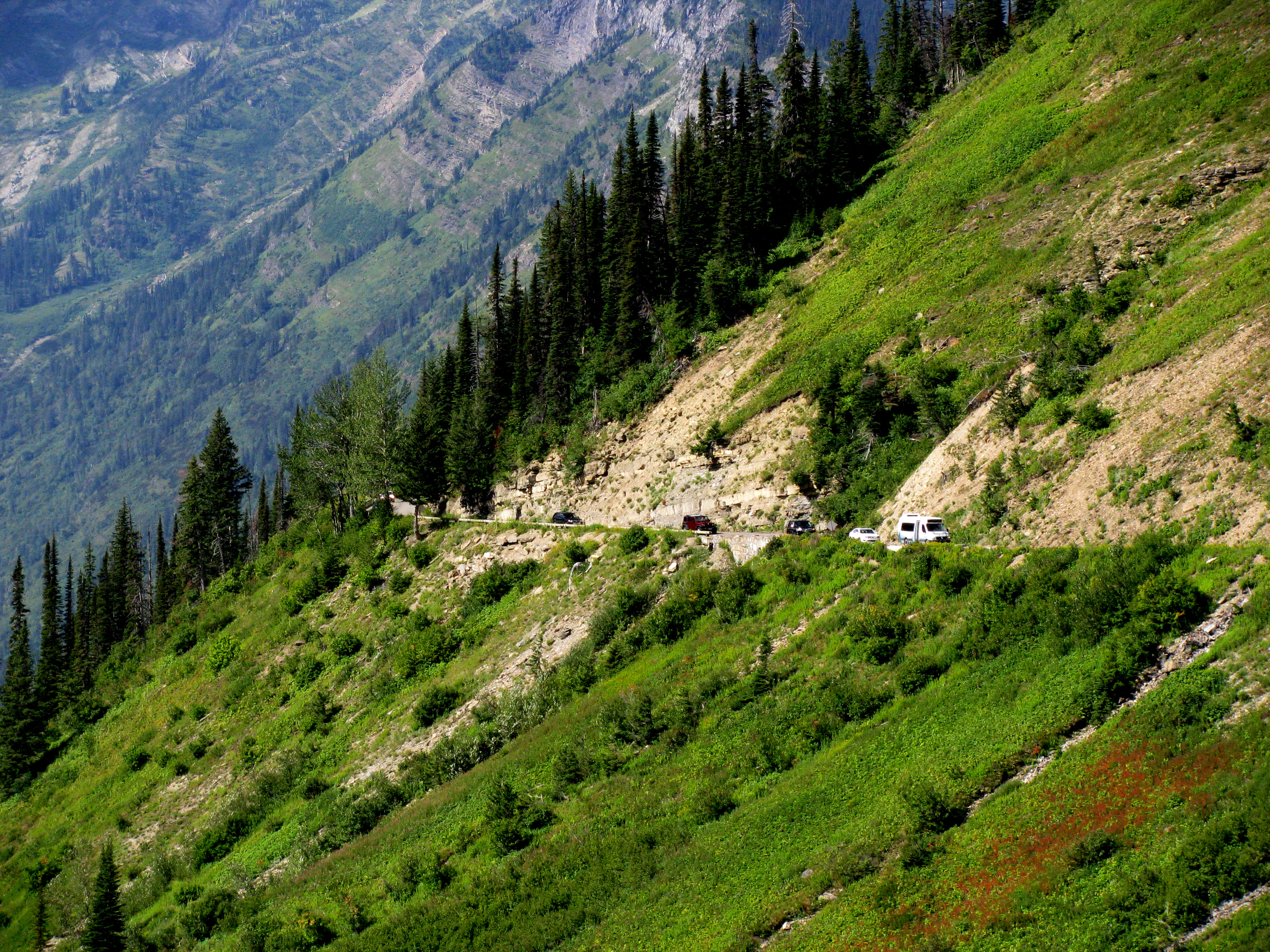
Đường Going-to-the-Sun vào mùa hè.

Nhiệt độ thay đổi nhanh chóng đã được ghi nhận trong khu vực, và tại Browning, Montana, phía đông của vườn quốc gia Glacier thuộc lãnh thổ của người Blackfeet, nơi mà đã ghi nhận được là địa điểm có nhiệt độ giảm kỷ lục thế giới 100 °F (56 °C) chỉ trong 24 giờ. Đó là vào đêm ngày 23 - 24 tháng 1 năm 1916, khi nhiệt kế đo được nhiệt độ giảm từ 44 xuống còn -56 °F (7 đến -49 °C).
Vườn quốc gia Glacier có một chương trình nghiên cứu về biến đổi khí hậu toàn cầu được đánh giá cao. Trụ sở tại Tây Glacier, với trụ sở chính của nó ở Bozeman, Montana, Cục Khảo sát Địa chất Hoa Kỳ đã thực hiện nghiên cứu khoa học về nghiên cứu biến đổi khí hậu cụ thể từ năm 1992. Ngoài việc nghiên cứu việc rút lui dần sông băng, nghiên cứu thực hiện bao gồm các nghiên cứu mô hình rừng, trong đó hệ sinh thái và thay đổi môi trường sống được phân tích. Ngoài ra, những thay đổi của các loài thực vật núi cao được ghi chép thành tài liệu, nghiên cứu về lưu vực sông, trong đó tỷ lệ dòng chảy và nhiệt độ được ghi nhận thường xuyên tại các trạm quan trắc cố định, và nghiên cứu khí quyển về bức xạ UV-B, ozone và các khí trong bầu khí quyển khác được phân tích theo thời gian. Các nghiên cứu biên soạn góp phần tăng thêm sự hiểu biết về biến đổi khí hậu ảnh hưởng tới vườn quốc gia thế nào. Việc thu thập dữ liệu, khi so sánh với các trạm quan trắc và các chương trình nghiên cứu khác khắp thế giới, giúp đỡ để tương quan các biến đổi về khí hậu trên quy mô toàn cầu .
Glacier được coi là nơi có bầu không khí tuyệt vời cùng chất lượng nguồn nước được đảm bảo không bị ô nhiễm. Không có khu vực hành chính, dân cư hay công nghiệp nào dày đặc tồn tại trong và gần khu vực vườn quốc gia. Tuy nhiên, nguồn nước gần như vô trùng và lạnh ở khắp Glacier có thể dễ dàng bị ô nhiễm bởi các chất ô nhiễm trong không khí bất cứ khi nào khi trời mưa hoặc tuyết, và một số bằng chứng về các chất gây ô nhiễm đã được tìm thấy trong nguồn nước của vườn quốc gia. Mức độ ô nhiễm hiện đang được xem như là không đáng kể, và các hồ cùng nguồn nước của vườn quốc gia đang được đánh giá chất lượng là đạt mức A-1, tiêu chuẩn đánh giá cao nhất được đưa ra bởi tiểu bang Montana .
| Dữ liệu khí hậu của Vườn quốc gia Glacier, 3.154 foot (961 m)  | Dữ liệu khí hậu của Vườn quốc gia Glacier, 3.154 foot (961 m) | Dữ liệu khí hậu của Vườn quốc gia Glacier, 3.154 foot (961 m) | Dữ liệu khí hậu của Vườn quốc gia Glacier, 3.154 foot (961 m) | Dữ liệu khí hậu của Vườn quốc gia Glacier, 3.154 foot (961 m) | Dữ liệu khí hậu của Vườn quốc gia Glacier, 3.154 foot (961 m) | Dữ liệu khí hậu của Vườn quốc gia Glacier, 3.154 foot (961 m) | Dữ liệu khí hậu của Vườn quốc gia Glacier, 3.154 foot (961 m) | Dữ liệu khí hậu của Vườn quốc gia Glacier, 3.154 foot (961 m) | Dữ liệu khí hậu của Vườn quốc gia Glacier, 3.154 foot (961 m) | Dữ liệu khí hậu của Vườn quốc gia Glacier, 3.154 foot (961 m) | Dữ liệu khí hậu của Vườn quốc gia Glacier, 3.154 foot (961 m) | Dữ liệu khí hậu của Vườn quốc gia Glacier, 3.154 foot (961 m) | Dữ liệu khí hậu của Vườn quốc gia Glacier, 3.154 foot (961 m) |
| Tháng                                                          | 1                                                             | 2                                                             | 3                                                             | 4                                                             | 5                                                             | 6                                                             | 7                                                             | 8                                                             | 9                                                             | 10                                                            | 11                                                            | 12                                                            | Năm                                                           |
| -------------------------------------------------------------- | ------------------------------------------------------------- | ------------------------------------------------------------- | ------------------------------------------------------------- | ------------------------------------------------------------- | ------------------------------------------------------------- | ------------------------------------------------------------- | ------------------------------------------------------------- | ------------------------------------------------------------- | ------------------------------------------------------------- | ------------------------------------------------------------- | ------------------------------------------------------------- | ------------------------------------------------------------- | ------------------------------------------------------------- |
| Cao kỉ lục °F (°C)                                             | 55 (13)                                                       | 58 (14)                                                       | 66 (19)                                                       | 83 (28)                                                       | 90 (32)                                                       | 93 (34)                                                       | 99 (37)                                                       | 99 (37)                                                       | 95 (35)                                                       | 79 (26)                                                       | 65 (18)                                                       | 52 (11)                                                       | 99 (37)                                                       |
| Trung bình ngày tối đa °F (°C)                                 | 30.5 (−0.8)                                                   | 35.0 (1.7)                                                    | 43.2 (6.2)                                                    | 54.0 (12.2)                                                   | 64.5 (18.1)                                                   | 71.7 (22.1)                                                   | 80.0 (26.7)                                                   | 79.3 (26.3)                                                   | 67.5 (19.7)                                                   | 52.3 (11.3)                                                   | 37.3 (2.9)                                                    | 28.8 (−1.8)                                                   | 53.8 (12.1)                                                   |
| Tối thiểu trung bình ngày °F (°C)                              | 18.3 (−7.6)                                                   | 18.9 (−7.3)                                                   | 24.6 (−4.1)                                                   | 30.6 (−0.8)                                                   | 38.0 (3.3)                                                    | 44.3 (6.8)                                                    | 48.5 (9.2)                                                    | 47.1 (8.4)                                                    | 39.3 (4.1)                                                    | 32.0 (0.0)                                                    | 25.5 (−3.6)                                                   | 17.8 (−7.9)                                                   | 32.1 (0.1)                                                    |
| Thấp kỉ lục °F (°C)                                            | −35 (−37)                                                     | −32 (−36)                                                     | −30 (−34)                                                     | 3 (−16)                                                       | 13 (−11)                                                      | 24 (−4)                                                       | 31 (−1)                                                       | 26 (−3)                                                       | 18 (−8)                                                       | −3 (−19)                                                      | −29 (−34)                                                     | −36 (−38)                                                     | −36 (−38)                                                     |
| Lượng Giáng thủy trung bình inches (mm)                        | 3.23 (82)                                                     | 1.98 (50)                                                     | 2.08 (53)                                                     | 1.93 (49)                                                     | 2.64 (67)                                                     | 3.47 (88)                                                     | 1.70 (43)                                                     | 1.30 (33)                                                     | 2.05 (52)                                                     | 2.49 (63)                                                     | 3.27 (83)                                                     | 3.01 (76)                                                     | 29.15 (739)                                                   |
| Lượng tuyết rơi trung bình inches (cm)                         | 29.5 (75)                                                     | 16.8 (43)                                                     | 13.6 (35)                                                     | 2.9 (7.4)                                                     | 0.3 (0.76)                                                    | 0.0 (0.0)                                                     | 0.0 (0.0)                                                     | 0.0 (0.0)                                                     | 0.0 (0.0)                                                     | 1.7 (4.3)                                                     | 17.9 (45)                                                     | 34.3 (87)                                                     | 117 (297.46)                                                  |
| Số ngày giáng thủy trung bình (≥ 0.01 in)                      | 16.5                                                          | 12.9                                                          | 13.5                                                          | 12.1                                                          | 14.0                                                          | 14.7                                                          | 9.5                                                           | 7.8                                                           | 9.4                                                           | 12.4                                                          | 16.2                                                          | 16.5                                                          | 155.5                                                         |
| Số ngày tuyết rơi trung bình (≥ 0.1 in)                        | 12.6                                                          | 8.3                                                           | 5.8                                                           | 1.8                                                           | 0.3                                                           | 0.0                                                           | 0.0                                                           | 0.0                                                           | 0.0                                                           | 0.8                                                           | 6.9                                                           | 13.4                                                          | 49.9                                                          |
| Nguồn 1: NOAA (thông thường, 1981–2010)                        |                                                               |                                                               |                                                               |                                                               |                                                               |                                                               |                                                               |                                                               |                                                               |                                                               |                                                               |                                                               |                                                               |
| Nguồn 2: Trung tâm khí hậu khu vực miền Tây (cực đại 1949–nay) |                                                               |                                                               |                                                               |                                                               |                                                               |                                                               |                                                               |                                                               |                                                               |                                                               |                                                               |                                                               |                                                               |

## Động thực vật và hệ sinh thái

### Thực vật

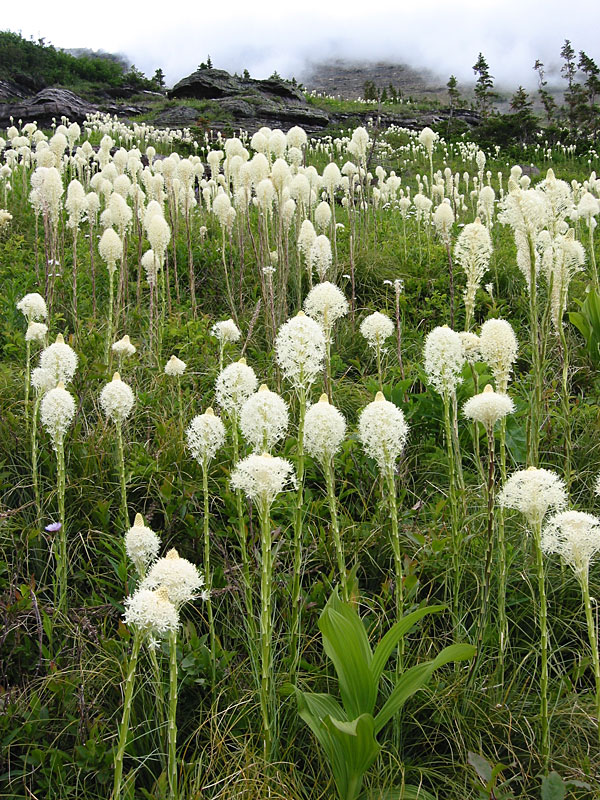
Bách hợp lá khô là loài thực vật có hoa được tìm thấy trên khắp vườn quốc gia.

Glacier là một hệ sinh thái bảo tồn lớn được mệnh danh là "Vương miện của các hệ sinh thái lục địa", tất cả đều là hệ sinh thái hoang dã nguyên sơ. Hầu như tất cả các loài động thực vật đã tồn tại ở đây đều được các nhà thám hiểm châu Âu trong quá trình khám phá khu vực đã phát hiện ra.
Tổng cộng có hơn 1.132 loài thực vật đã được xác định. Thực vật chủ yếu là rừng lá kim, là nơi có nhiều loài cây như vân sam Engelmann (Picea engelmannii), linh sam Douglas (Pseudotsuga menziesii ), linh sam núi Rocky (Abies lasiocarpa), thông Limber (Pinus flexilis) và thông phương Tây (Larix occidentalis), là một loài cây lá kim rụng lá mỗi khi mùa thu tới. Dương đen và các loài khác thuộc Chi Dương là những cây rụng lá phổ biến hơn và được tìm thấy ở những khu vực có độ cao thấp hơn, thường là tại các khu vực hồ và suối của vườn quốc gia. Đường giới hạn ở phía Đông của Glacier có độ cao gần 800 feet (244 mét) thấp hơn ở phía Tây của Continental Divide, do tiếp xúc với những cơn gió và thời tiết lạnh của vùng đồng bằng lớn. Phía Tây Continental Divide, các khu rừng nhận được độ ẩm nhiều hơn trong mùa đông, nên mật độ cây rừng ở đây khá cao. Phía trên thung lũng rừng và sườn núi, vùng lãnh nguyên núi cao có điều kiện phát triển cho các loại cỏ và cây nhỏ và chúng có được sự tồn tại ít nhất là ba tháng mà không có tuyết phủ. Ba mươi loài thực vật là các loài chỉ có ở Glacier và các khu rừng quốc gia xung quanh. Bách hợp lá khô (Xerophyllum tenax), một loài thực vật có hoa, thường được tìm thấy gần các khu vực ẩm, và là loài tương đối phổ biến trong tháng 7 - 8 ở Glacier. Ngoài ra, các loài hoa dại như Mị thảo, loa kèn, liễu lan (Chamerion angustifolium), cúc dại và cỏ bút lông Ấn Độ cũng rất phổ biến.
Các phần rừng rơi vào ba vùng khí hậu lớn. Phía Tây và Tây bắc bị chi phối bởi cây vân sam và linh sam, phía Tây nam là khu vực của cây tuyết tùng đỏ và Tsuga, khu vực phía đông của Continental Divide là một sự kết hợp của hỗn hợp thông, vân sam, linh sam và vùng đồng cỏ. Những lùm cây tuyết tùng, thông dọc theo thung lũng Hồ McDonald là những ví dụ nổi bật của hệ sinh thái khí hậu Đông Thái Bình Dương.
Thông vỏ trắng Bắc Mỹ là loài có trong vườn quốc gia là loài đang gặp nguy hiểm trước mối đe dọa của một loại nấm rỉ sét không có nguồn gốc có tên khoa học Cronartium ribicola. Ở Glacier và các khu vực xung quanh, 30% loài thông vỏ trắng đã bị chết và hơn 70% số cây còn lại đang bị nhiễm bệnh. Thông vỏ trắng Bắc Mỹ cung cấp chất béo hạt thông, đó là món ăn ưa thích của loài sóc đỏ và chim bổ hạt Clark. Cả hai loài gấu xám và gấu đen Bắc Mỹ được biết đến những loài có nguồn thức ăn từ những con sóc ăn hạt thông, và nó là một trong những món ăn ưa thích của loài gấu. Giữa năm 1930 tới 1970, những nỗ lực để kiểm soát sự lây lan của loài nấm rỉ sét đã không thành công, và chúng tiếp tục phá hủy các cây thông vỏ trắng còn lại, với tác động tiêu cực ảnh hưởng kéo theo nhiều loài khác.

### Động vật

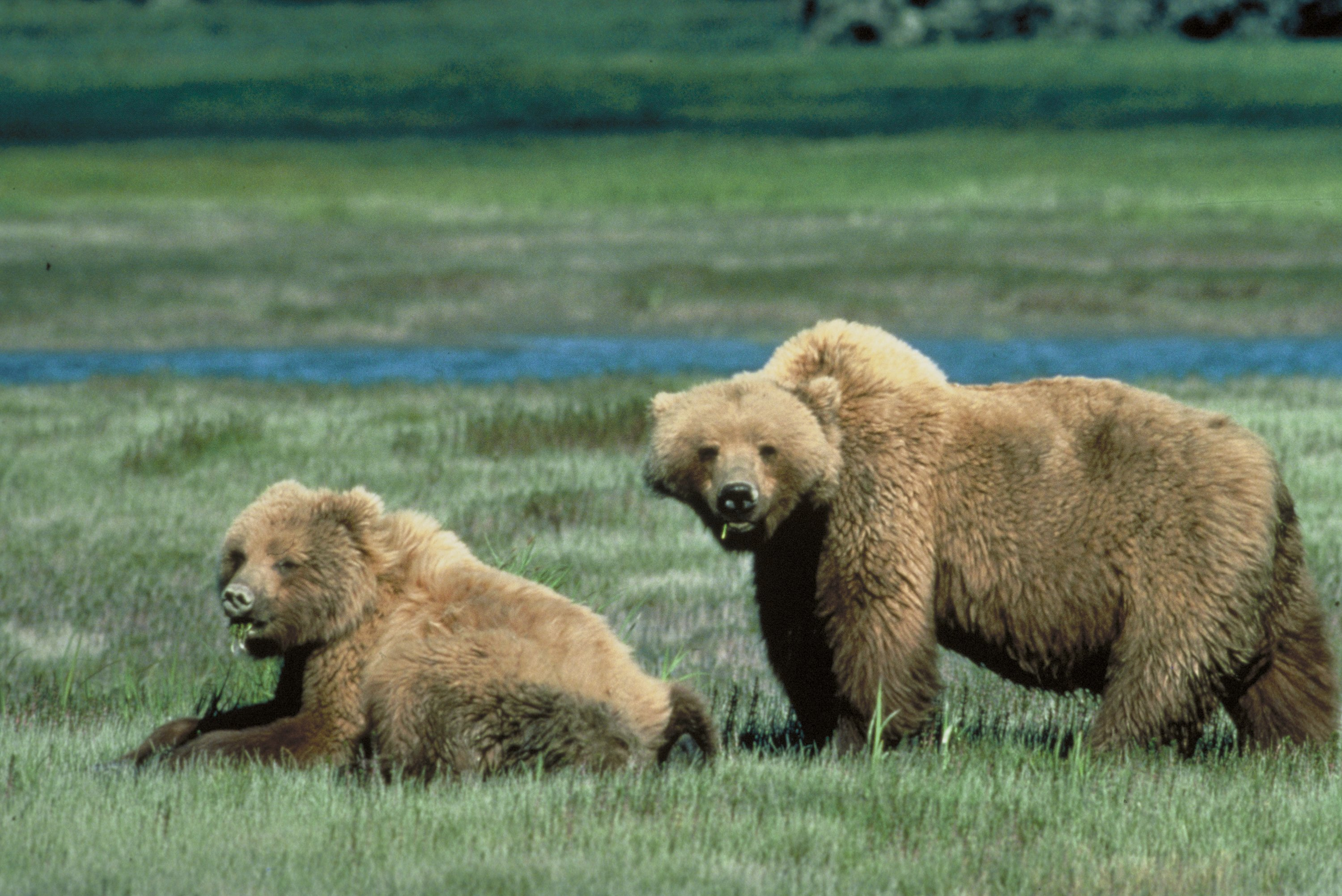
Khoảng 300 con gấu xám Bắc Mỹ được cho là tồn tại trong vườn quốc gia, ghi nhận vào năm 2008.

Vườn quốc gia là nơi cư trú của rất nhiều loài động vật, với số lượng lớn của bò rừng và tuần lộc. Hai loài động vật có vú bị đe dọa là gấu xám Bắc Mỹ và linh miêu Canada cũng xuất hiện trong vườn quốc gia. Mặc dù số lượng của chúng thời điểm hiện tại so với quá khứ không bị suy giảm đáng kể, nhưng cả hai đều được xem là các loài bị đe dọa vì trong hầu như tất cả các khu vực khác bên ngoài Alaska, hoặc là số lượng của hai loài này vô cùng hiếm hoặc là phạm vi sinh sống trước đây giờ đã mất. Trung bình mỗi năm xảy ra một hoặc hai vụ tấn công con người bởi loài gấu. Từ khi vườn quốc gia được thành lập vào năm 1910, đã có tổng cộng 10 trường hợp tử vong liên quan đến gấu. Số lượng gấu xám và linh miêu trong vườn quốc gia Glacier hiện nay chưa được xác định cụ thể, nhưng các nhà sinh học tin rằng, vào năm 2008 chỉ có trên 300 gấu xám trong vườn quốc gia, và một nghiên cứu bắt đầu vào năm 2001 hy vọng sẽ xác định được số lượng linh miêu. Số liệu chính xác của loài gấu xám và số ít loài gấu đen không được biết đến nhưng các nhà sinh học đang sử dụng nhiều phương pháp để cố gắng xác định phạm vi số lượng loài chính xác.] Một nghiên cứu khác đã chỉ ra rằng loài chồn sói, một loài động vật có vú rất hiếm tại hơn 48 quốc gia cũng đã có mặt tại vườn quốc gia. Các loài thú lớn khác như dê núi Bắc Mỹ (biểu tượng chính thức của vườn quốc gia), Cừu sừng lớn, nai sừng tấm châu Âu, hươu, hươu đuôi đen, hươu đuôi trắng, sói, và hiếm gặp loài báo sư tử. Không giống như trong vườn quốc gia Yellowstone, chương trình nhân giống loài sói Mackenzie áp dụng trong những năm 1990, người ta tin rằng những con sói tại Glacier là hoàn toàn tự nhiên từ những năm 1980. Sáu mươi hai loài động vật có vú đã được ghi nhận, bao gồm lửng, rái cá sông, nhím, chồn, chồn mactet, các loài dơi và nhiều động vật có vú nhỏ hơn khác.
Tổng cộng có 260 loài chim đã được ghi nhận, với các loài ăn thịt như đại bàng đầu trắng, đại bàng vàng, cắt lớn, ó cá và một số loài diều hâu cư trú quanh năm. Vịt Harlequin là một loài chim mặt nước đầy màu sắc được tìm thấy trong các hồ và sông ngòi của vườn quốc gia. Các loài chim như diệc xanh lớn, thiên nga nhỏ, ngỗng Canada và vịt trời Mỹ là loài chim nước thường gặp trong vườn quốc gia. Cú mèo lớn, chim bổ hạt Clark, giẻ cùi Steller, chim gõ kiến và cánh sáp cư trú trong những khu rừng rậm dọc theo sườn núi, và trong các khu vực núi cao, trĩ, sẻ Mỹ và sẻ núi là các loài cũng dễ được tìm thấy. Chim bổ hạt Clark là loài ít phong phú hơn trong những năm qua do sự suy giảm về số lượng các cây thông vỏ trắng.
Vì khí hậu ở đây lạnh nên các loài thu nhiệt như bò sát gần như là vắng mặt, ngoại trừ hai loài rắn sọc và rùa sơn phương Tây là ba loài bò sát đã được chứng minh là có tồn tại trong vườn quốc gia. Tương tự như vậy, chỉ có sáu loài động vật lưỡng cư được ghi nhận, mặc dù các loài tồn tại với số lượng lớn. Sau khi một đám cháy rừng xảy ra vào năm 2001, một vài con đường trong vườn quốc gia đã tạm thời bị cấm đi lại cho tới năm sau để cho phép hàng ngàn con cóc phương Tây di chuyển đến các khu vực khác của vườn quốc gia.
Glacier cũng là nơi sinh sống của nhiều loài động vật có nguy cấp như cá hồi bò, việc săn bắt là bất hợp pháp và chúng phải được trả lại với mặt nước nếu vô tình bắt được. Tổng cộng có 23 loài cá sống ở vùng nước trong vườn quốc gia và các loài cá bản địa được tìm thấy trong các hồ và suối bao gồm cá hồi nước ngọt thông thường (Oncorhynchus clarkii), cá măng phương Bắc, cá hồi Thyman, cá hồi trắng và cá hồi đỏ. Giới thiệu trong thập kỷ trước của cá hồi hồ và các loài cá không có nguồn gốc khác đã tác động rất nhiều tới những người ngư dân bản địa, đặc biệt là cá hồi biển và cá hồi nước ngọt.

### Cháy rừng

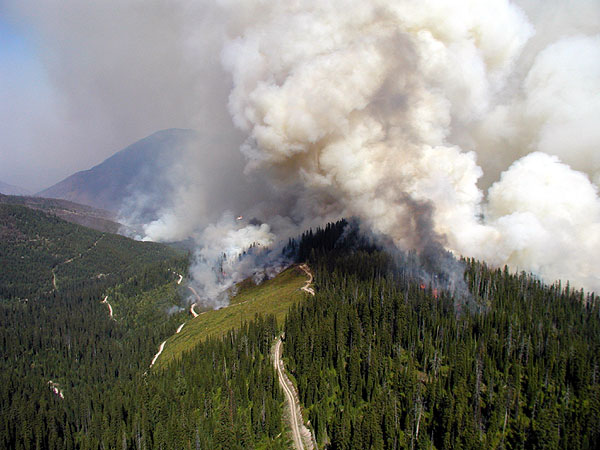
Vụ cháy rừng thiêu rụi 13% diện tích rừng của vườn quốc gia Glacier vào năm 2003.

Cháy rừng đã được xem trong nhiều thập kỷ qua như một mối đe dọa đến các khu vực được bảo vệ như các khu rừng và vườn quốc gia. Hiểu biết đã tốt hơn về cháy rừng sau những năm 1960, các vụ cháy rừng được hiểu là một phần của tự nhiên của hệ sinh thái. Các chính sách trước đây đã dẫn đến nhiều cây cối bị chết và khô dần đi, là điều kiện thuận lợi của cháy rừng. Nhiều loài thực vật và động vật thực sự cần đến việc cháy rừng để giúp bổ sung các chất dinh dưỡng cho đất và giảm thiểu sự phát triển quá mạnh của cỏ. Vườn quốc gia Glacier có một kế hoạch quản lý cháy rừng do con người gây ra và khống chế được đám cháy. Trong trường hợp hỏa hoạn tự nhiên, ngọn lửa được theo dõi và khống chế tùy thuộc vào kích thước và mối đe dọa có thể gây ra cho con người và hệ sinh thái.
Quá trình tăng dân số cùng với sự phát triển của các khu vực ngoại ô gần vườn quốc gia đã dẫn đến sự phát triển của những gì được gọi là phối hợp quản lý cháy rừng Wildland, trong đó vườn quốc gia phối hợp với các chủ sở hữu bất động sản liền kề trong việc nâng cao an toàn và nhận thức về cháy rừng. Phương pháp này là cơ sở chung cho nhiều lĩnh vực bảo vệ khác. Như là một phần của chương trình này, nhà ở và các công trình gần vườn quốc gia được thiết kế để khó bắt cháy hơn. Cây chết và đổ bị loại bỏ ở những khu vực gần con người sinh sống, giảm tải nhiên liệu có sẵn và nguy cơ hỏa hoạn, cùng với các hệ thống cảnh báo trước được nâng cấp để giúp ban quản lý và du khách hiểu rõ về nguy cơ cháy rừng tại một thời điểm trong năm. Vườn quốc gia Glacier có trung bình 14 vụ cháy với 5.000 mẫu Anh (20 km 2) bị cháy mỗi năm. Năm 2003, 136.000 mẫu Anh (550 km 2) bị trong vườn quốc gia bị thiêu rụi hoàn toàn sau khi một đợt hạn hán kéo dài năm năm và với một mùa hè hầu như không có mưa.

## Du lịch

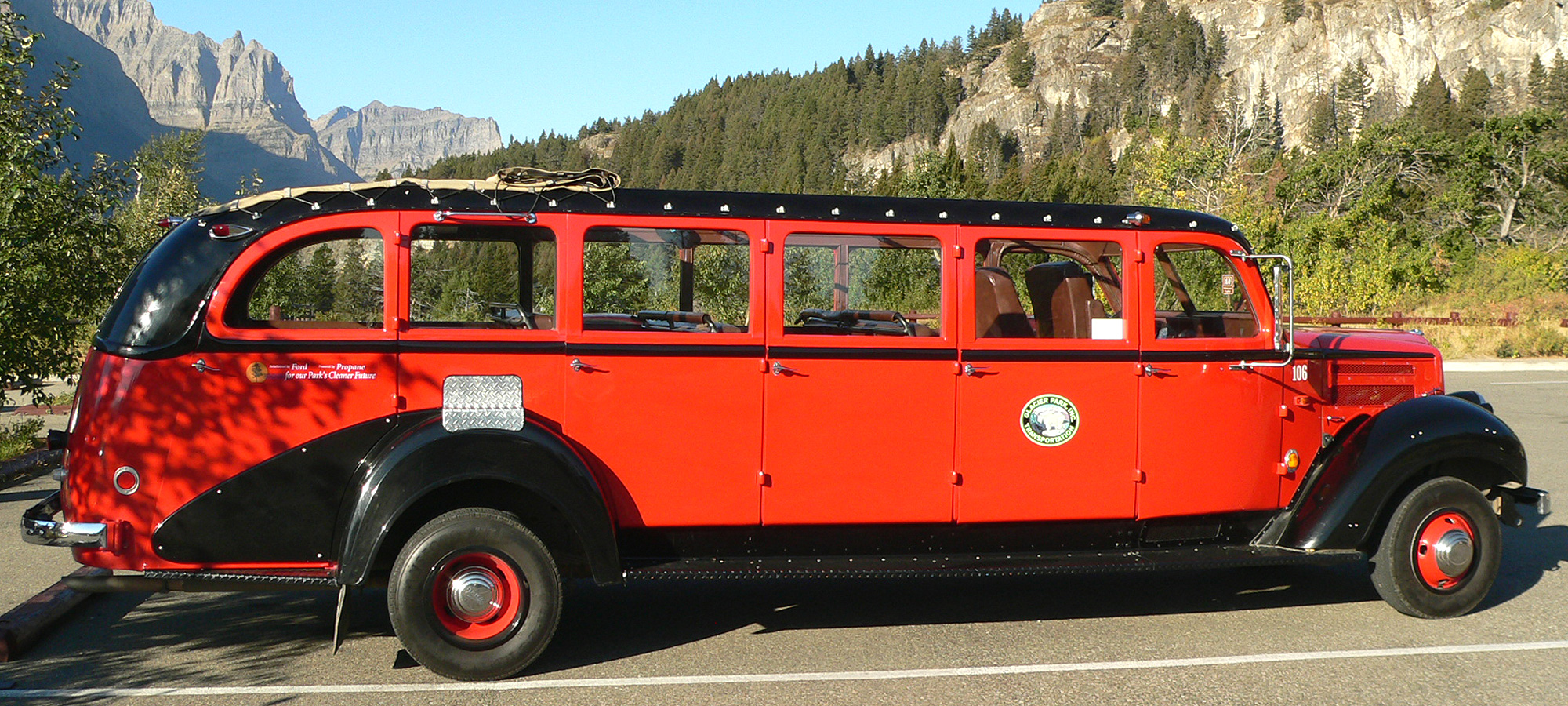
Xe buýt đỏ trong vườn quốc gia Glacier.

Vườn quốc gia Glacier cách xa các thành phố lớn. Sân bay gần nhất là tại Kalispell, Montana, phía tây nam của vườn quốc gia. Trạm dừng tàu hỏa cuối cùng là ở Đông, Tây Glacier và Essex. Năm 1930, một đoàn xe buýt chuyên nghiệp của công ty White Motor, cung cấp tuyến du lịch trên tất cả các tuyến đường chính trong vườn quốc gia. Các tài xế xe buýt được gọi là "Jammer", tên được đặt theo thiết bị gây nhiễu trước đây thường xảy ra khi vận hành xe. Tuyến du lịch xe buýt đã được phục hồi vào năm 2001 bởi công ty Ford Motor. Các phần của xe được gỡ bỏ khỏi khung xe ban đầu và lắp ráp lại trên khung xe hiện đại Ford E-Series. Chúng cũng được chuyển đổi để chạy propan để giảm bớt tác động tới môi trường.
Những chiếc thuyền du lịch bằng gỗ có lịch sử từ năm 1920, hoạt động trên một số hồ lớn. Một số chiếc hoạt động theo mùa tại công viên quốc gia Glacier từ năm 1927 và chở được tới 80 khách du lịch.
Đi bộ đường dài là loại hình du lịch phổ biến nhất trong vườn quốc gia. Hơn một nửa số khách tham quan tới đây tham gia một chuyến đi bộ theo các lối mòn trong vườn quốc gia dài gần 700 dặm (1.127 km). 110 dặm (177 km) của tuyến đường mòn Continental Divide kéo dài tới hầu hết vườn quốc gia từ phía Bắc tới Nam, với một số tuyến đường thay thế ở độ cao thấp hơn nếu tuyến đường trên bị phủ băng tuyết. Đường mòn Bắc Thái Bình Dương dọc theo công viên dài trên 52 dặm (84 km) từ Đông sang Tây.
Chó bị cấm xuất hiện tại các lối mòn trong vườn quốc gia do có sự hiện diện của gấu và các loài thú lớn khác. Chúng chỉ được cho phép có mặt tại khu cắm trại và dọc theo con đường lát đá trong vườn quốc gia.
Bất kỳ ai vào Hoa Kỳ không phải bằng đường bộ hoặc đường thủy từ Canada đều cần phải có hộ chiếu.

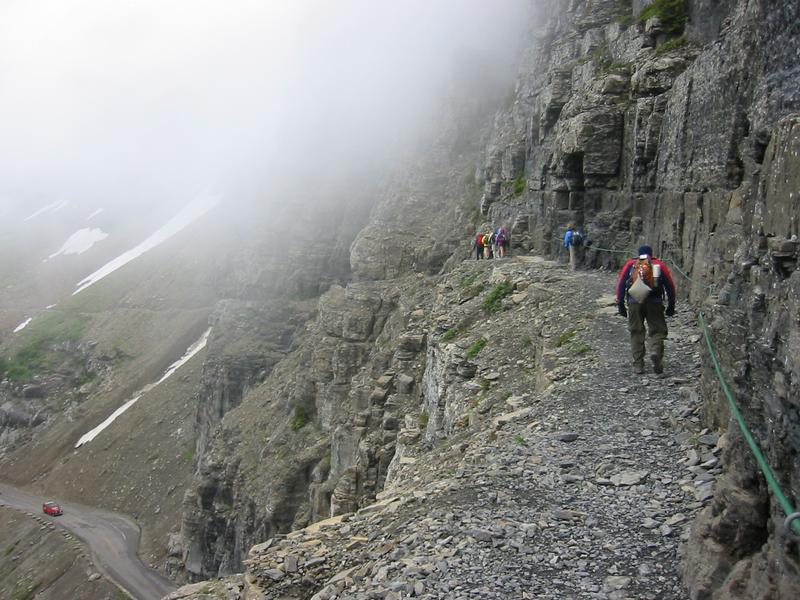
Một nhóm đi bộ đường dài trong làn sương dày đặc theo Garden Wall là một phần của đường mòn Đường Đi đến Mặt trời, phía bắc của Logan Pass.

Vườn quốc gia cho phép du khách lưu trú và tham quan du lịch nhiều ngày. Chỉ được cho phép cắm trại tại những khu cắm trại đã được chỉ định dọc theo những con đường mòn. Giấy phép tham quan cần có và có thể nhận được từ các trung tâm quản lý khách du lịch. Phần lớn các sông băng không thể đi lại cho tới đầu tháng 6 do tuyết tích tụ và có nguy cơ sạt lở, và nhiều con đường mòn ở độ cao cao hơn vẫn còn tuyết đóng băng cho đến tháng 7. Khu cắm trại hầu hết gần một trong những hồ lớn của vườn quốc gia và xe cộ có thể ra vào dễ dàng. Cắm trại tại St Mary và Apgar được mở quanh năm, nhưng do điều kiện thiếu thốn trong mùa khô khiến không có nước sinh hoạt cho nên các phòng vệ sinh đều đóng cửa. Hoạt động cắm trại phổ biến từ tháng 6 tới tháng 9 hàng năm, với dịch vụ hướng dẫn và đưa đón khách tham quan luôn sẵn có.
Câu cá là hoạt động phổ biến tại vườn quốc gia. Một số khu vực câu cá phổ biến ở Bắc Mỹ có thể được tìm thấy trong các dòng chảy qua vườn quốc gia Glacier. Công viên yêu cầu khách tham quan những hiểu biết các quy định câu cá, tuy nhiên lại không hạn chế khu vực câu cá. Cá hồi bò là loài nguy cơ tuyệt chủng cao vì vậy phải được thả ngay lập tức trở về nước nếu bắt được, nếu không, người câu cá có thể bị bắt vì tội săn bắt động vật hoang dã.
Mùa đông, các hoạt động vui chơi giải trí tại Glacier bị hạn chế. Trượt tuyết là hoạt động bị cấm ở vườn quốc gia trừ khu vực thung lũng thấp không bị sạt lở.

## Hình ảnh

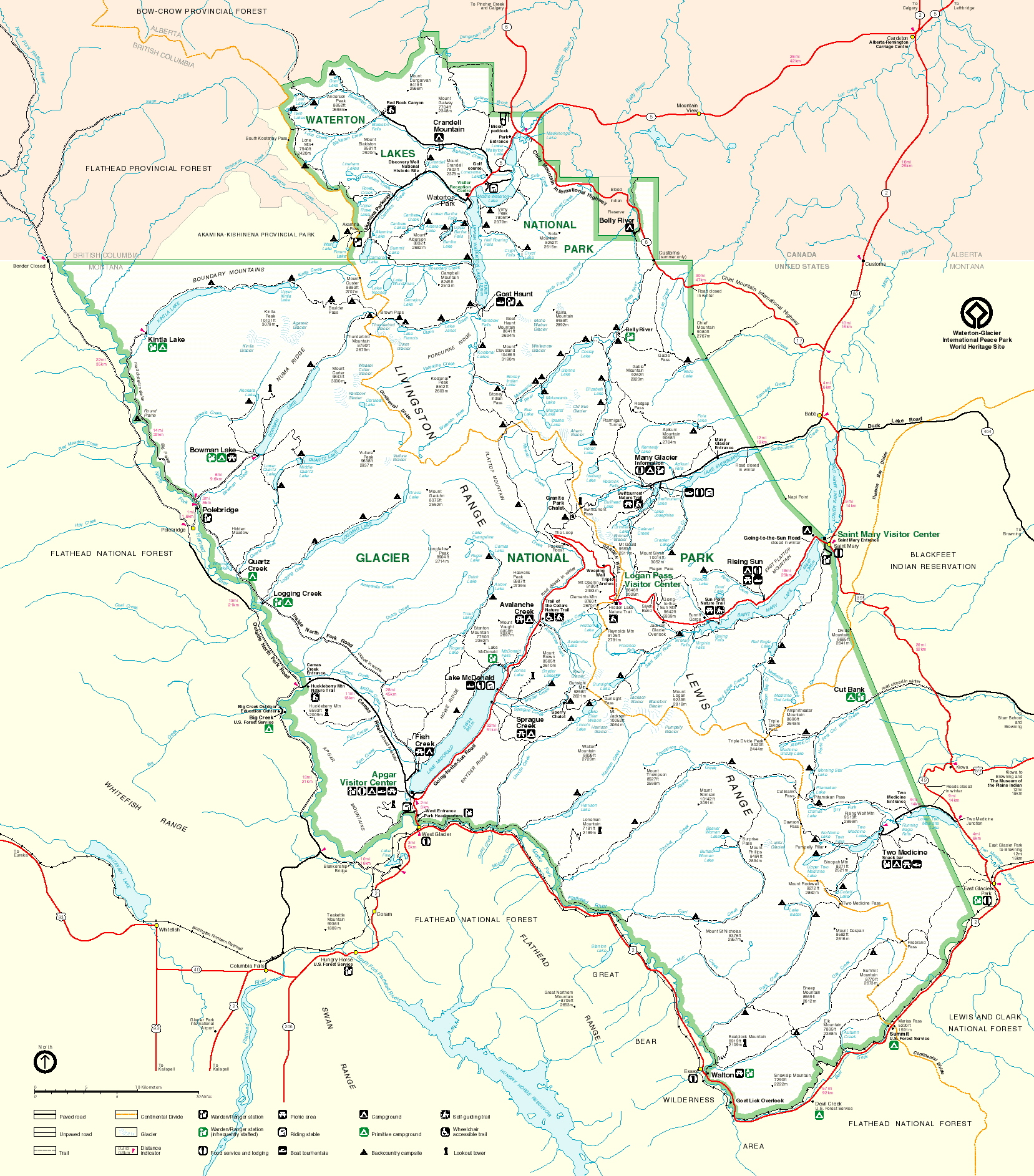
Bản đồ của Vườn quốc gia Glacier
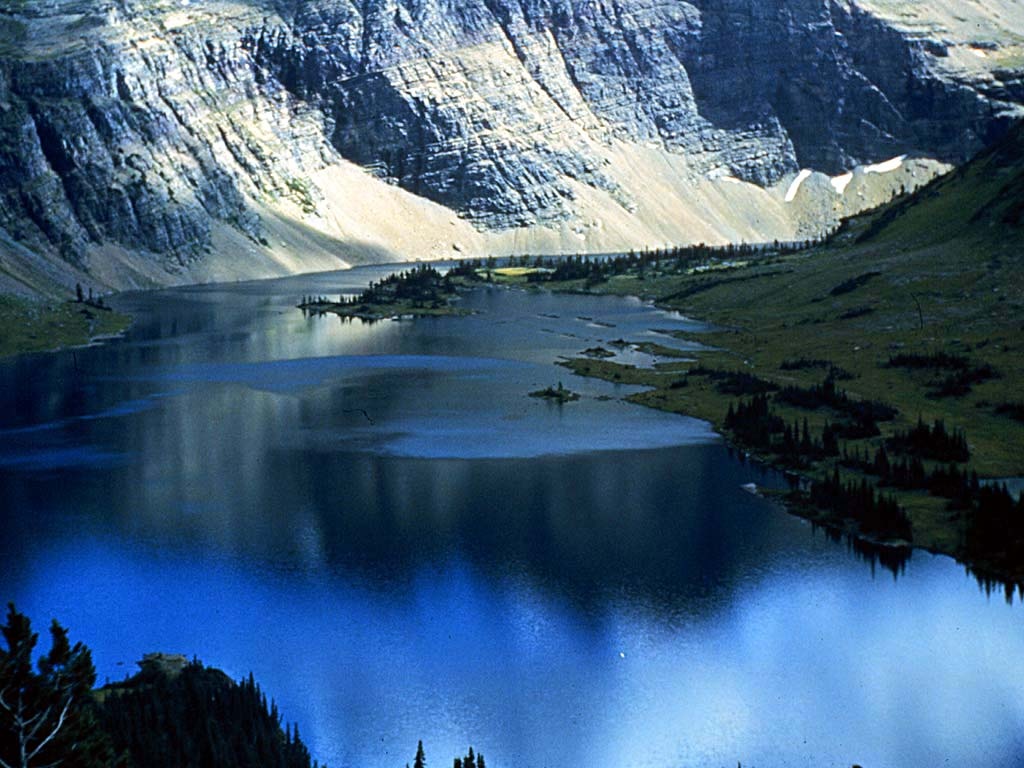
Hồ Ẩn
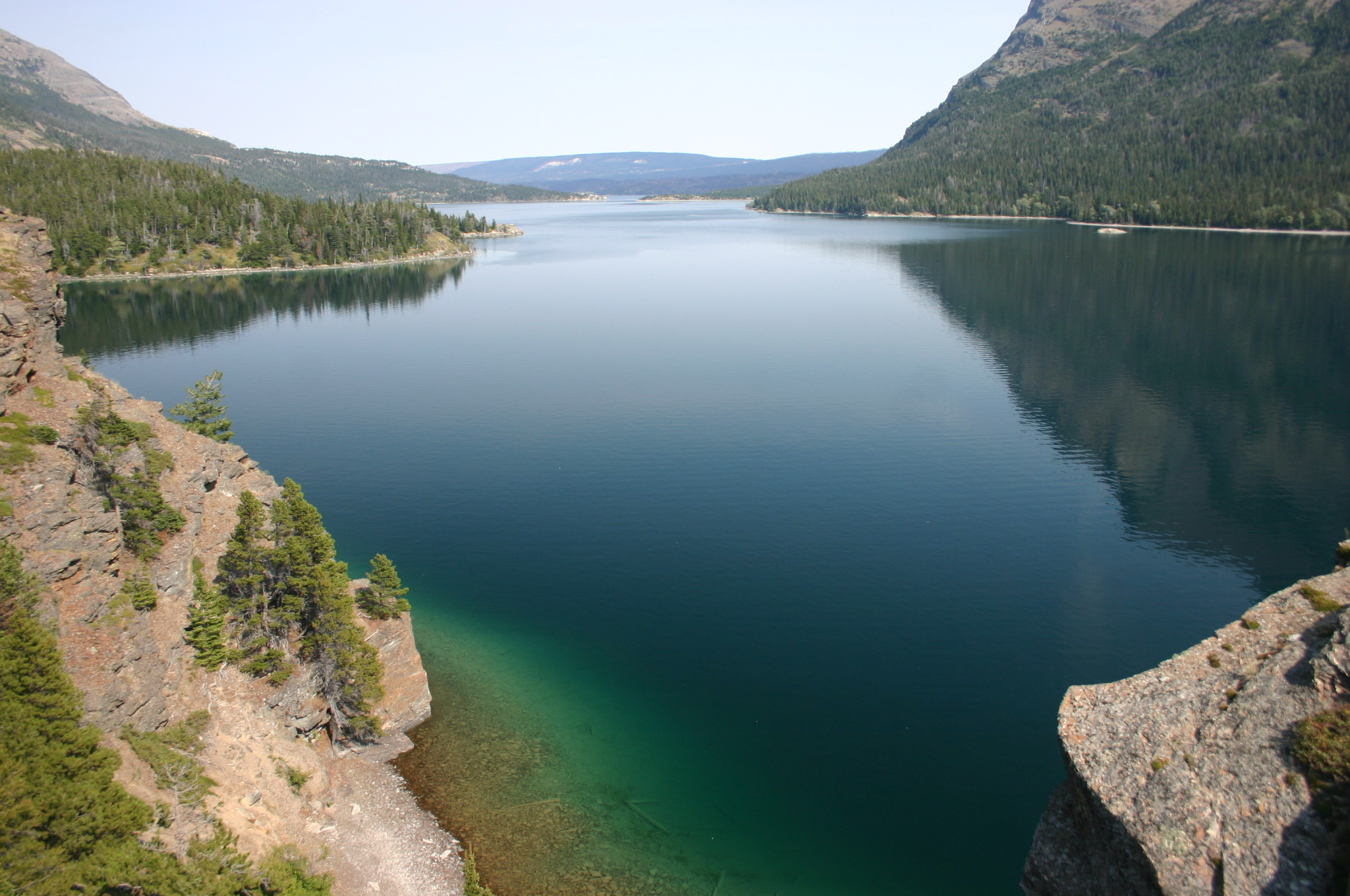
Hồ St. Mary
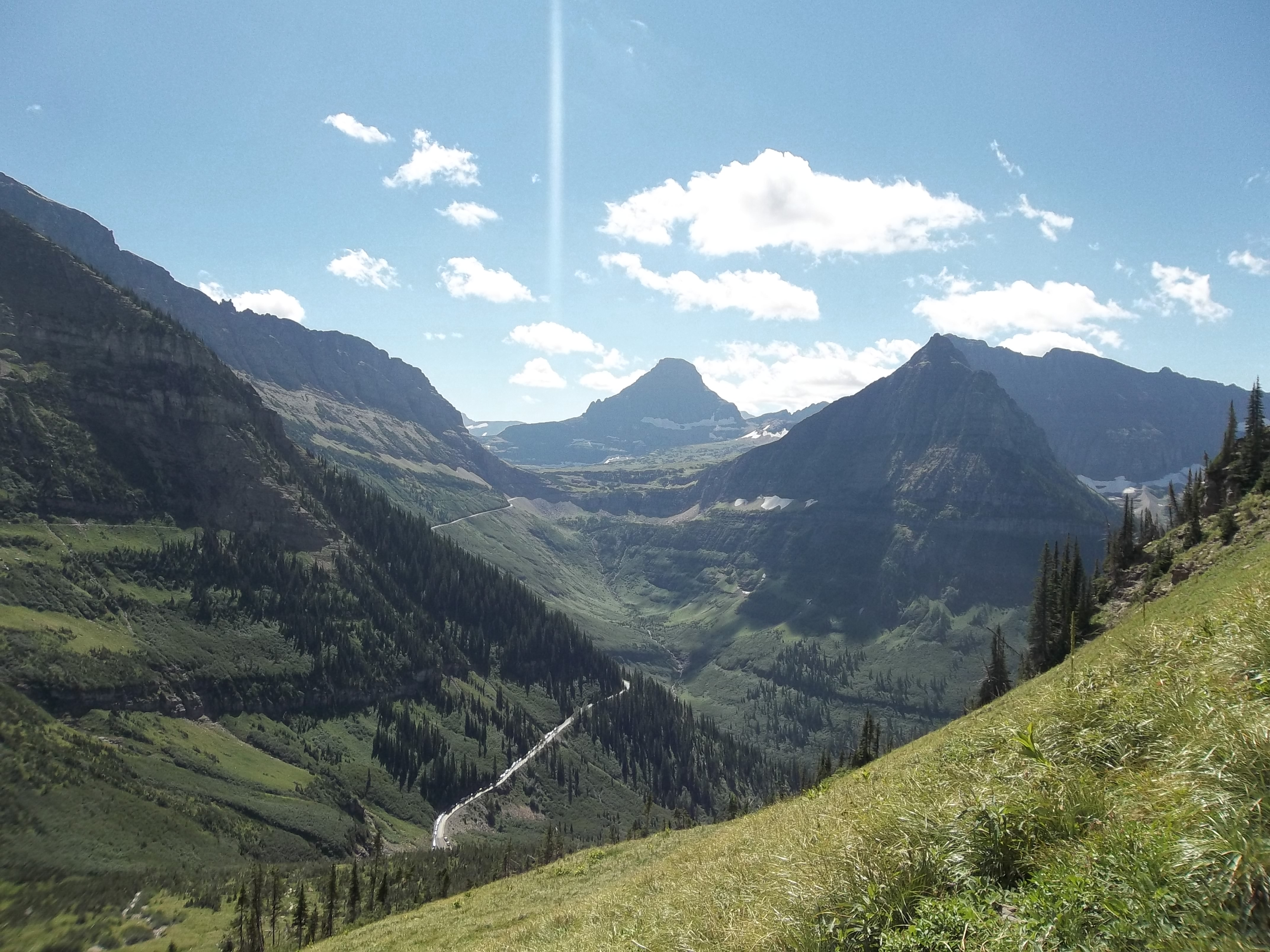
Đường Đi đến Mặt Trời
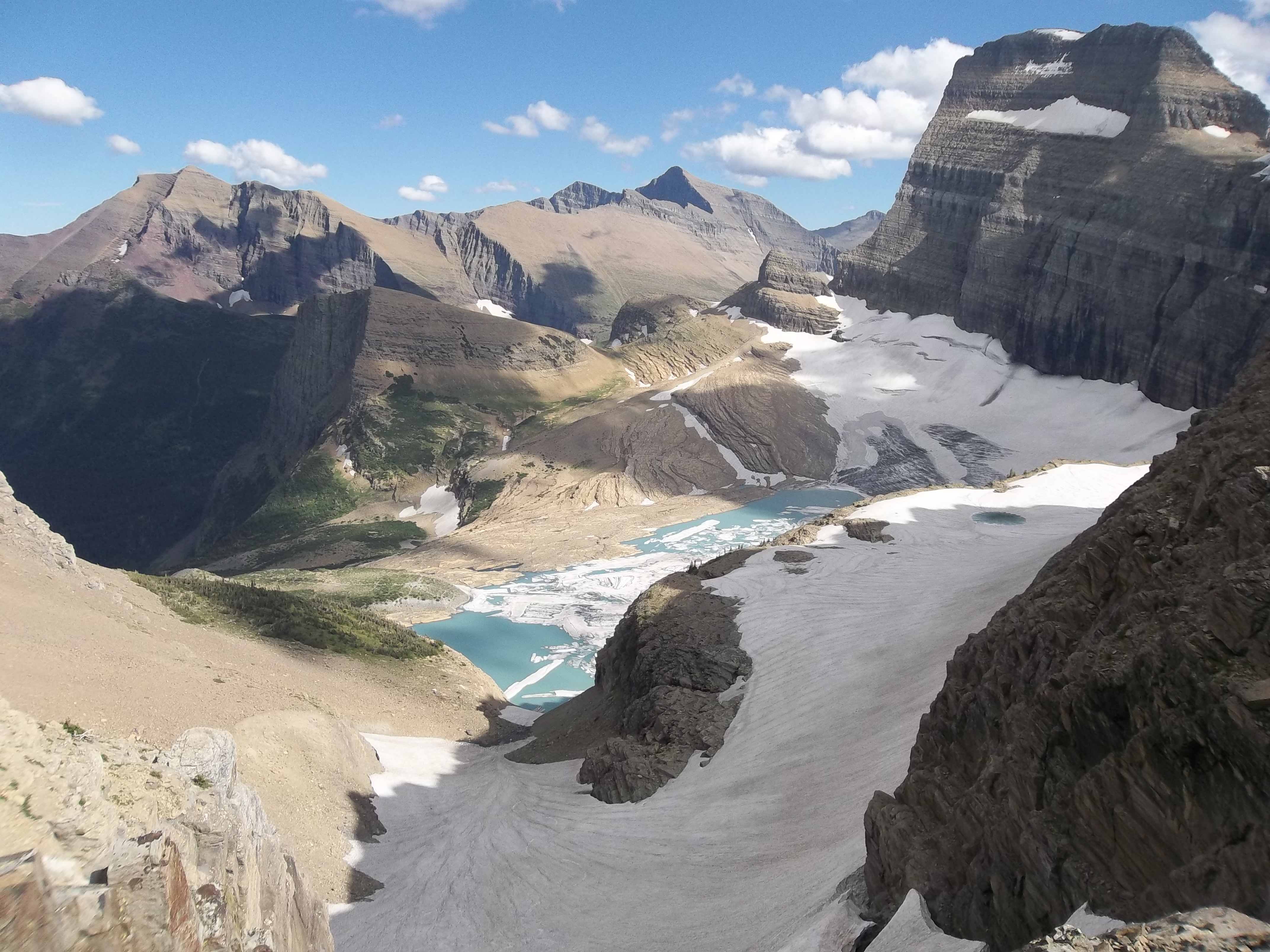
Sông băng Grinnell
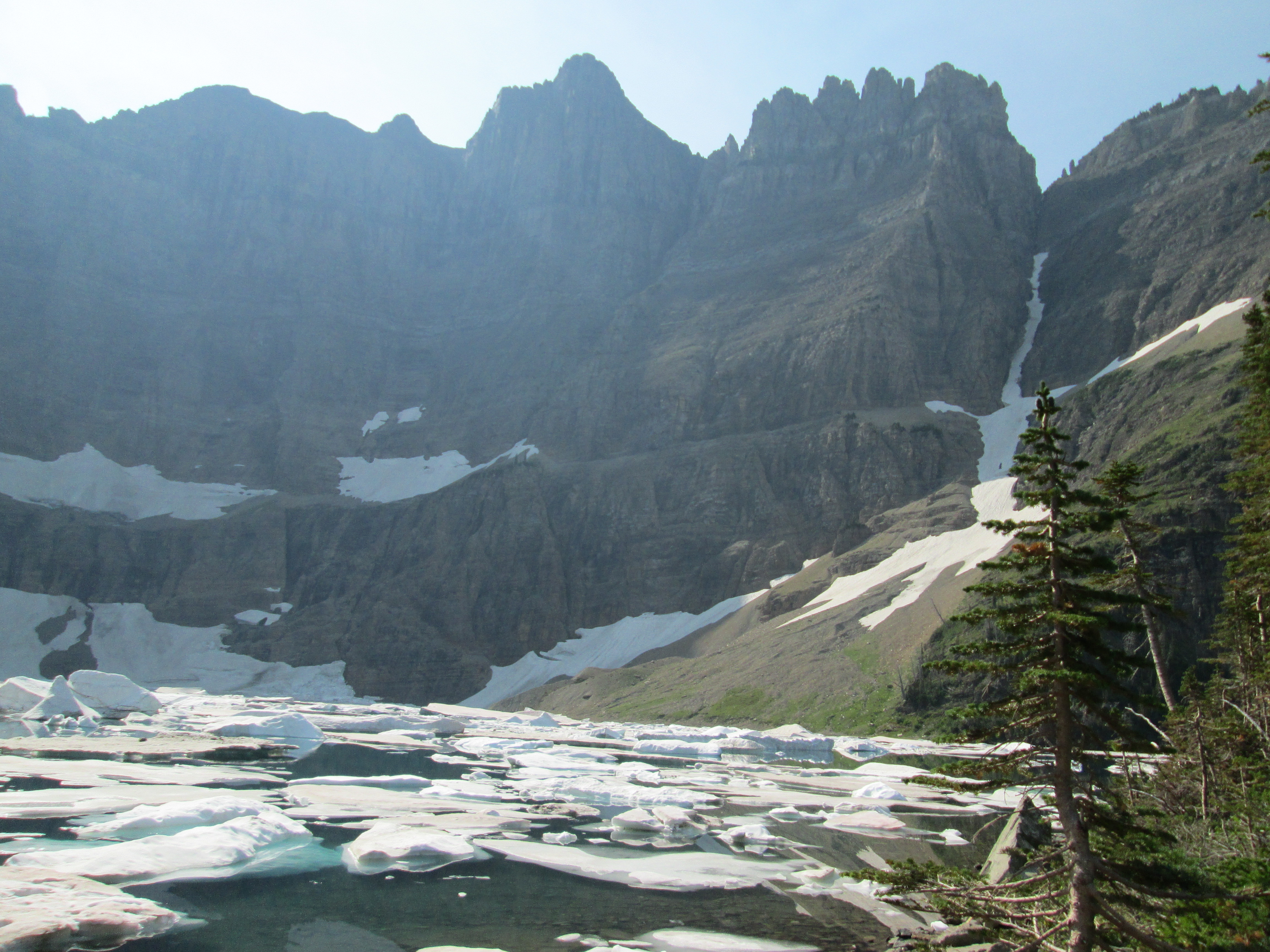
Hồ Iceberg
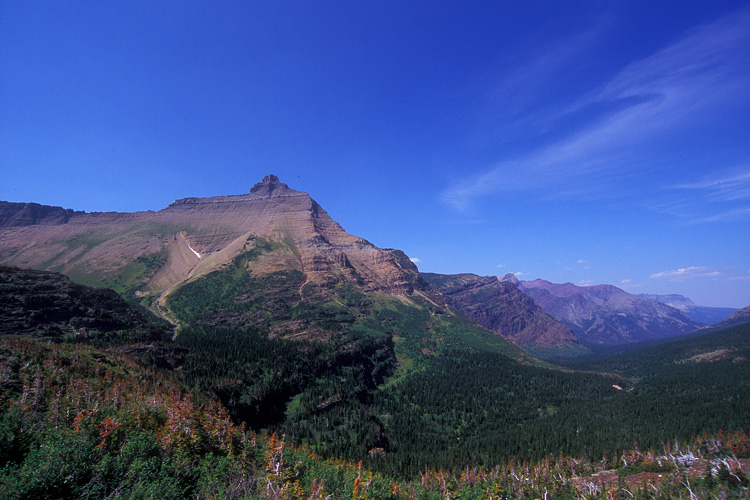
Đèo Triple Pass
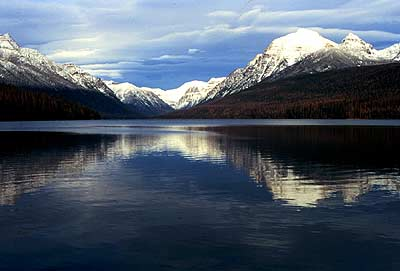
Hồ Bowman
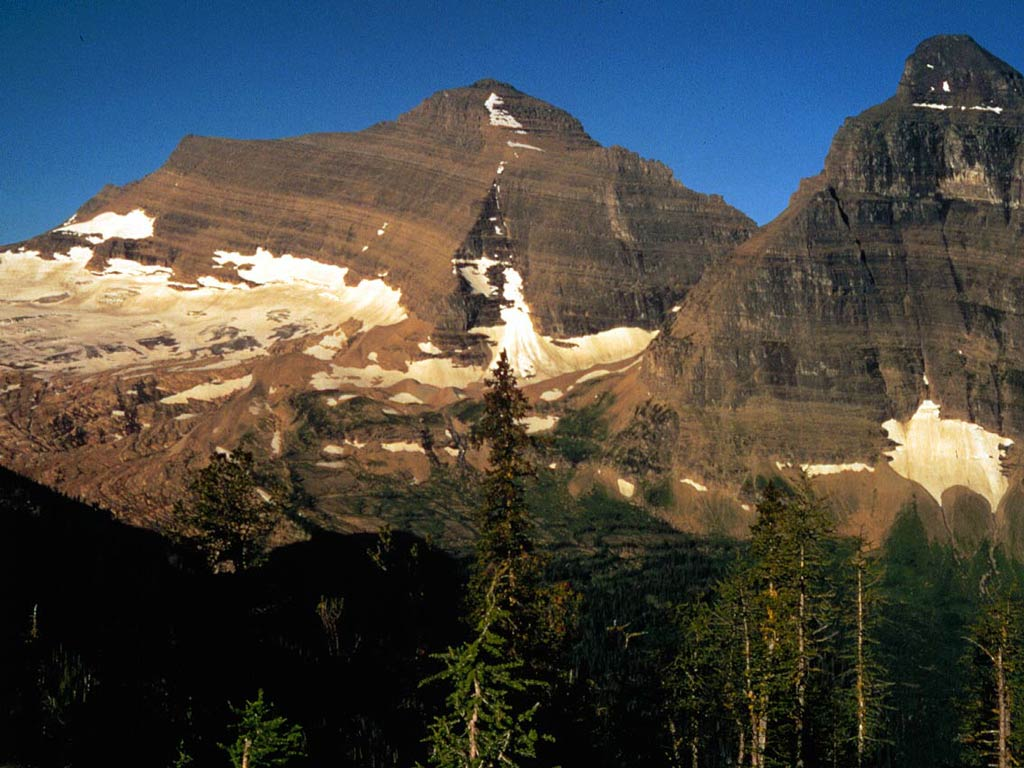
Đỉnh Kintla
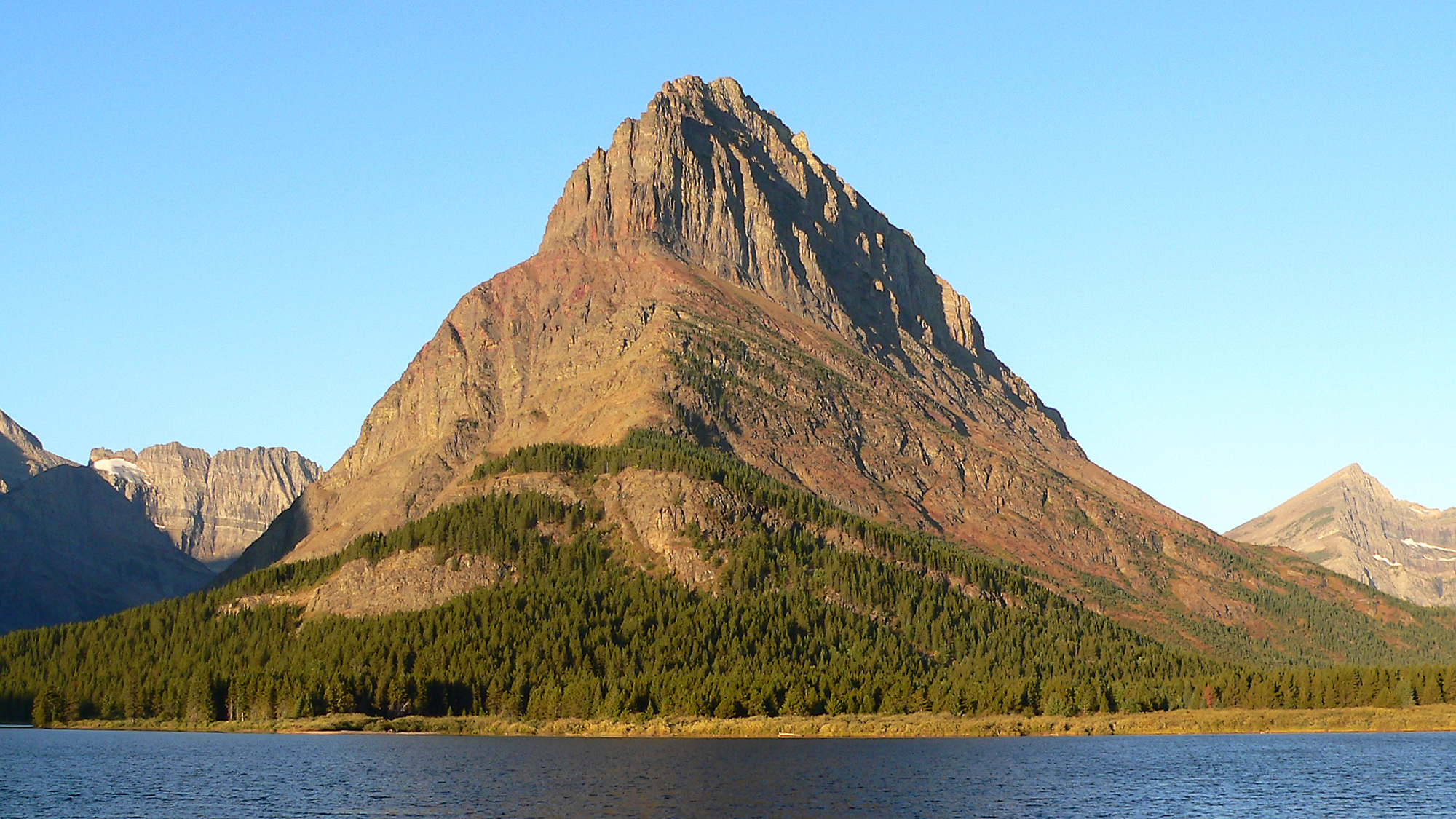
Đỉnh Grinnell trong ánh mặt trời
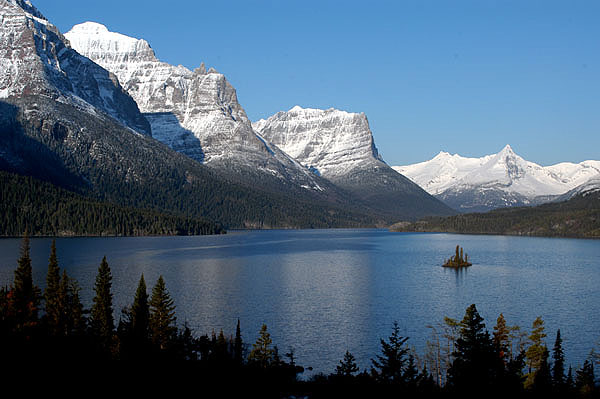
Khu vực hoang dã đảo Goose
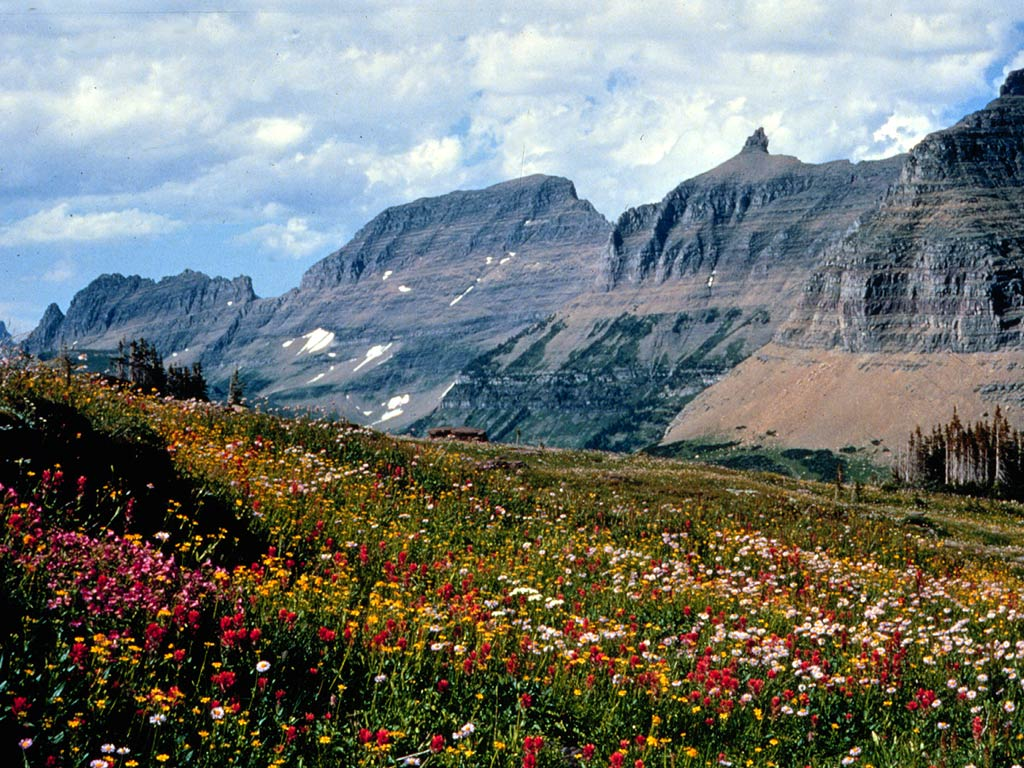
Garden Wall
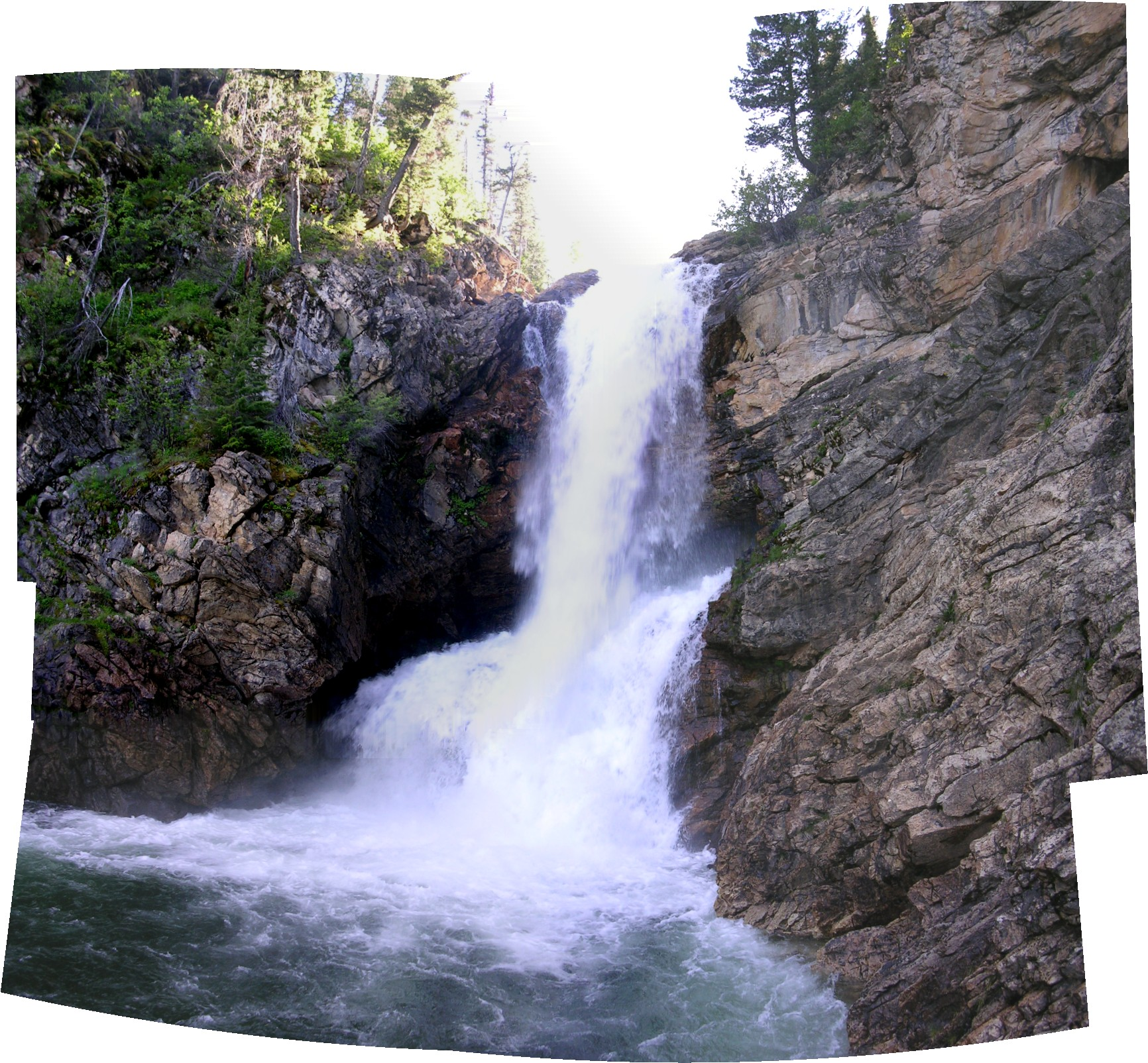
Thác nước Running Eagle trong vườn quốc gia
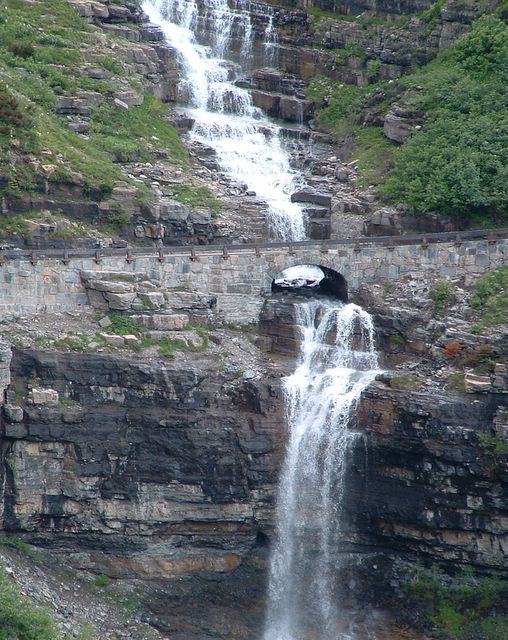
Một thác nước vô cùng ấn tượng chảy qua cây cầu thuộc đường Đi đến Mặt Trời